# 호루스
호루스(/hɔːrəs/), 고대 이집트어로는 헤루(Heru), 하르(Har), 헤르(Her), 또는 호르(Hor, /hɔːr/)라고도 불리는 그는 고대 이집트 신화에서 가장 중요한 신들 중 하나로, 주로 왕권, 치유, 보호, 태양, 하늘의 신으로서 많은 기능을 수행했다. 최소한 선사 시대 후기부터 프톨레마이오스 왕국과 로마 이집트 시대까지 숭배되었다. 역사에 기록된 호루스의 다양한 형태들은 이집트학자들에 의해 별개의 신으로 취급된다. 이러한 다양한 형태는 동일한 다층적 신의 여러 발현일 수 있으며, 특정 속성이나 혼합주의적 관계가 강조되어 반드시 대립적이지 않고 상호 보완적인 방식으로 고대 이집트인들이 현실의 다양한 측면을 바라보는 방식과 일치한다. 그는 주로 매속의 동물, 아마도 검은수염매(학명: Falco biarmicus)나 매, 또는 머리가 매인 남성으로 묘사되었다.
가장 초기에 기록된 형태는 상이집트의 네켄에 있는 수호신으로, 알려진 최초의 민족신이며, 특히 통치하는 파라오와 관련이 있다. 파라오는 생전에는 호루스의 현신으로, 사후에는 오시리스의 현신으로 간주되었다. 가장 흔히 접하는 가족 관계는 호루스를 이시스와 오시리스의 아들로 묘사하며, 그는 오시리스 신화에서 오시리스의 상속자이자 오시리스를 살해한 세트의 경쟁자로서 중요한 역할을 한다. 또 다른 전통에서는 하토르가 그의 어머니이자 때로는 아내로 간주된다.
인테르프레타티오 로마나를 실천했던 클라우디우스 아일리아누스는 이집트인들이 자신들의 고대 그리스어로 신 아폴론을 "호루스"라고 불렀다고 썼다. 그러나 플루타르코스는 그리스인들이 전한 동일한 전통을 더욱 상세히 설명하며, 이집트인들이 그리스의 아폴론과 동일시한 "호루스"는 사실 "장성한 호루스"였고, 플루타르코스는 그를 호루스와 하포크라테스 둘 다와 구별되는 호루스의 원초적인 형태로 보았다.

## 어원
호루스는 이집트 상형문자로 ḥr.w "매", 𓅃로 기록되어 있으며, 원래 발음은 고이집트어와 초기 중이집트어에서 /ˈħaːɾuw/로, 후기 중이집트어에서 /ˈħaːɾəʔ/로, 후이집트어에서 /ˈħoːɾ(ə)/로 재구성되었다. 추가적인 의미로는 "멀리 있는 자" 또는 "위에 있는 자"로 추정된다. 언어가 시간이 지남에 따라 변하면서, 콥트어에서는 /hɔr/ 또는 /ħoːɾ/ (Ϩⲱⲣ)로 나타났고, 고대 그리스어로 Ὧρος Hō̂ros (당시 발음은 /hɔ̂ːros/)로 채택되었다. 또한 후이집트어와 콥트어의 신명 합성어 형태인 시에세 "이시스의 아들"과 하르시에세 "이시스의 아들 호루스"에도 남아 있다.
호라티 또는 호르-아흐티, "두 지평선의 호루스"는 이집트 신화에 따르면 지평선 위의 태양을 의인화한 것이다.

## 호루스와 파라오

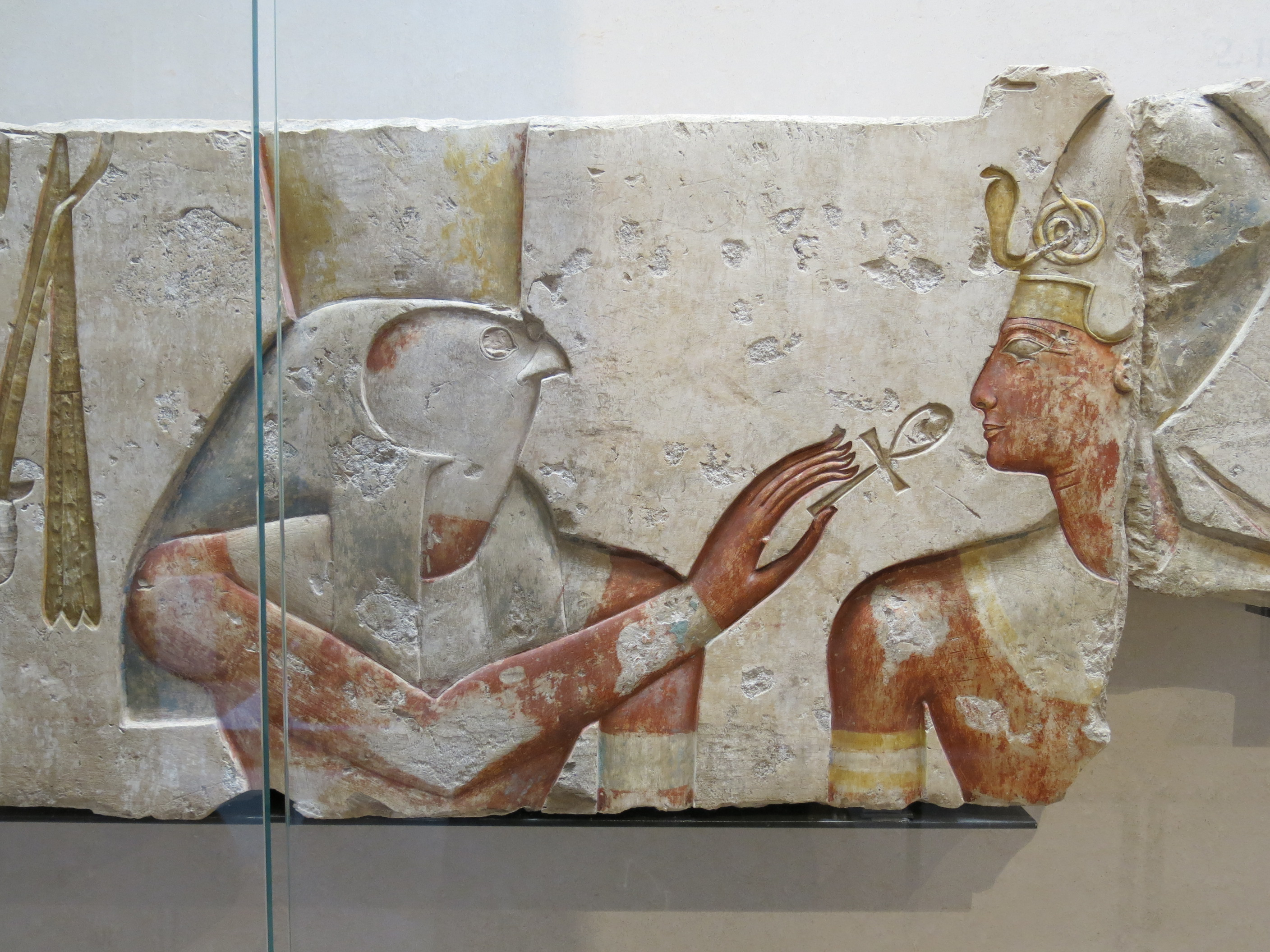
람세스 2세 파라오에게 생명을 바치는 호루스. 칠해진 석회암. c. 기원전 1275년, 제19왕조. 아비도스, 이집트의 람세스 2세가 지은 작은 신전에서. 루브르 박물관, 프랑스 파리.

파라오는 다양한 신들과 연관되었지만, 특히 왕권 자체를 대표하며 파라오의 수호자로 여겨지는 호루스와 동일시되었다. 호루스는 파라오가 사회를 통치하고 규제하는 것처럼 자연을 통치하고 규제하는 라의 아들로 여겨졌다.
피라미드 텍스트( 기원전 2400-2300년c.)는 파라오의 본성을 호루스와 오시리스 두 신으로 묘사한다. 생전에 호루스였던 파라오는 죽어서 오시리스가 되어 다른 신들과 합쳐졌다. 새로운 호루스의 화신들은 새로운 파라오의 형태로 죽은 파라오를 지상에서 계승했다.
아툼의 자손들 간의 결합으로 탄생한 호루스의 혈통은 파라오의 권력을 설명하고 정당화하는 수단이었을 수 있다. 아툼이 낳은 신들은 모두 이집트 생활에서 우주적, 지상적 힘을 대표했다. 호루스를 이러한 힘의 자손으로, 그리고 아툼 자신과 동일시하며, 최종적으로 파라오를 호루스와 동일시함으로써, 파라오는 신학적으로 전 세계에 대한 지배권을 가졌다.

## 기원 신화
한 이야기에서, 호루스는 어머니 이시스가 살해당한 남편 오시리스의 잘린 신체 부위를 모두 회수했지만, 음경은 제외되었다. 음경은 나일강에 버려져 메기/메제드 또는 일부 이야기에서는 게에게 먹혔다고 한다. 더 오래된 이집트 기록에는 오시리스의 음경이 살아남았다고 되어 있다. 플루타르코스의 기록에 따르면, 이시스는 마법의 힘을 사용하여 오시리스를 부활시키고 팔루스를 만들어 아들을 임신했다. 임신한 후, 이시스는 오시리스를 질투하여 죽인 오빠 세트가 아들도 죽이려 할 것을 알고 그를 피해 나일강 삼각주의 소택지로 도망갔다. 거기서 이시스는 신성한 아들 호루스를 낳았다.
탄생, 죽음, 재탄생은 이집트 신화와 우주론에서 반복되는 주제이므로, 또 다른 형태의 호루스가 누트와 게브의 자식으로 오시리스와 이시스의 형제이자 네프티스와 세트와도 형제라는 것은 특별히 이상한 일이 아니다. 이 장성한 호루스는 헤루-우르(Heru-ur, Hrw-wr 또는 Hourou'Ur)로 불리며, 어린 호루스인 헤루-파-케레드(Heru-pa-khered, Hrw-P-Khrd)와 대조되는데, 후자는 나중에 그리스인들에 의해 하포크라테스로 채택되었다.

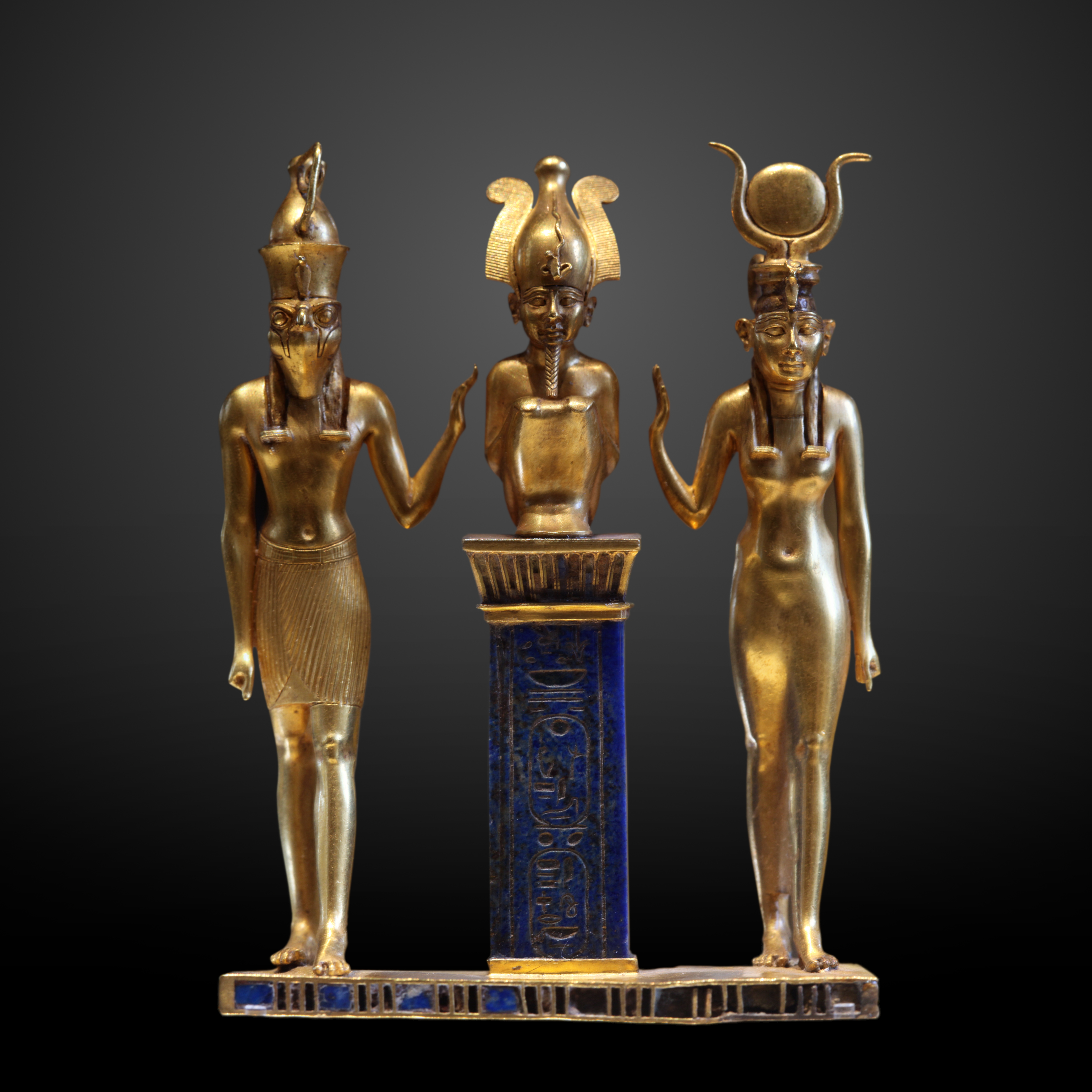
이 제22왕조 조각상에서 오시리스는 중앙의 청금석 기둥에 묘사되어 있으며, 왼쪽에 호루스, 오른쪽에 이시스가 양쪽에 서 있다.

### 계보
|          |          |          |          |          |          |        |        |        |        |        |        |        |        |  |  | 아툼 또는 라 |           |           |           |           |           |  |  |          |          |          |          |          |          |  |  |          |          |          |          |          |          |
|          |          |          |          |          |          |        |        |        |        |        |        |        |        |  |  |              |           |           |           |           |           |  |  |          |          |          |          |          |          |  |  |          |          |          |          |          |          |
|          |          |          |          |          |          |        |        |        |        |        |        |        |        |  |  |              |           |           |           |           |           |  |  |          |          |          |          |          |          |  |  |          |          |          |          |          |          |
|          |          |          |          |          |          |        |        | 슈     | 슈     | 슈     | 슈     | 슈     | 슈     |  |  |              |           |           |           |           |           |  |  | 테프누트 | 테프누트 | 테프누트 | 테프누트 | 테프누트 | 테프누트 |  |  |          |          |          |          |          |          |
|          |          |          |          |          |          |        |        | 슈     | 슈     | 슈     | 슈     | 슈     | 슈     |  |  |              |           |           |           |           |           |  |  | 테프누트 | 테프누트 | 테프누트 | 테프누트 | 테프누트 | 테프누트 |  |  |          |          |          |          |          |          |
|          |          |          |          |          |          |        |        |        |        |        |        |        |        |  |  |              |           |           |           |           |           |  |  |          |          |          |          |          |          |  |  |          |          |          |          |          |          |
|          |          |          |          |          |          |        |        |        |        |        |        |        |        |  |  |              |           |           |           |           |           |  |  |          |          |          |          |          |          |  |  |          |          |          |          |          |          |
|          |          |          |          |          |          |        |        | 게브   | 게브   | 게브   | 게브   | 게브   | 게브   |  |  |              |           |           |           |           |           |  |  | 누트     | 누트     | 누트     | 누트     | 누트     | 누트     |  |  |          |          |          |          |          |          |
|          |          |          |          |          |          |        |        | 게브   | 게브   | 게브   | 게브   | 게브   | 게브   |  |  |              |           |           |           |           |           |  |  | 누트     | 누트     | 누트     | 누트     | 누트     | 누트     |  |  |          |          |          |          |          |          |
|          |          |          |          |          |          |        |        |        |        |        |        |        |        |  |  |              |           |           |           |           |           |  |  |          |          |          |          |          |          |  |  |          |          |          |          |          |          |
|          |          |          |          |          |          |        |        |        |        |        |        |        |        |  |  |              |           |           |           |           |           |  |  |          |          |          |          |          |          |  |  |          |          |          |          |          |          |
| 오시리스 | 오시리스 | 오시리스 | 오시리스 | 오시리스 | 오시리스 |        |        | 이시스 | 이시스 | 이시스 | 이시스 | 이시스 | 이시스 |  |  | 헤루-우르    | 헤루-우르 | 헤루-우르 | 헤루-우르 | 헤루-우르 | 헤루-우르 |  |  | 세트     | 세트     | 세트     | 세트     | 세트     | 세트     |  |  | 네프티스 | 네프티스 | 네프티스 | 네프티스 | 네프티스 | 네프티스 |
| 오시리스 | 오시리스 | 오시리스 | 오시리스 | 오시리스 | 오시리스 |        |        | 이시스 | 이시스 | 이시스 | 이시스 | 이시스 | 이시스 |  |  | 헤루-우르    | 헤루-우르 | 헤루-우르 | 헤루-우르 | 헤루-우르 | 헤루-우르 |  |  | 세트     | 세트     | 세트     | 세트     | 세트     | 세트     |  |  | 네프티스 | 네프티스 | 네프티스 | 네프티스 | 네프티스 | 네프티스 |
|          |          |          |          |          |          |        |        |        |        |        |        |        |        |  |  |              |           |           |           |           |           |  |  |          |          |          |          |          |          |  |  |          |          |          |          |          |          |
|          |          |          |          | 호루스   | 호루스   | 호루스 | 호루스 | 호루스 | 호루스 |        |        |        |        |  |  | 하토르       | 하토르    | 하토르    | 하토르    | 하토르    | 하토르    |  |  |          |          |          |          |          |          |  |  |          |          |          |          |          |          |
|          |          |          |          | 호루스   | 호루스   | 호루스 | 호루스 | 호루스 | 호루스 |        |        |        |        |  |  | 하토르       | 하토르    | 하토르    | 하토르    | 하토르    | 하토르    |  |  |          |          |          |          |          |          |  |  |          |          |          |          |          |          |

## 신화적 역할

### 하늘의 신

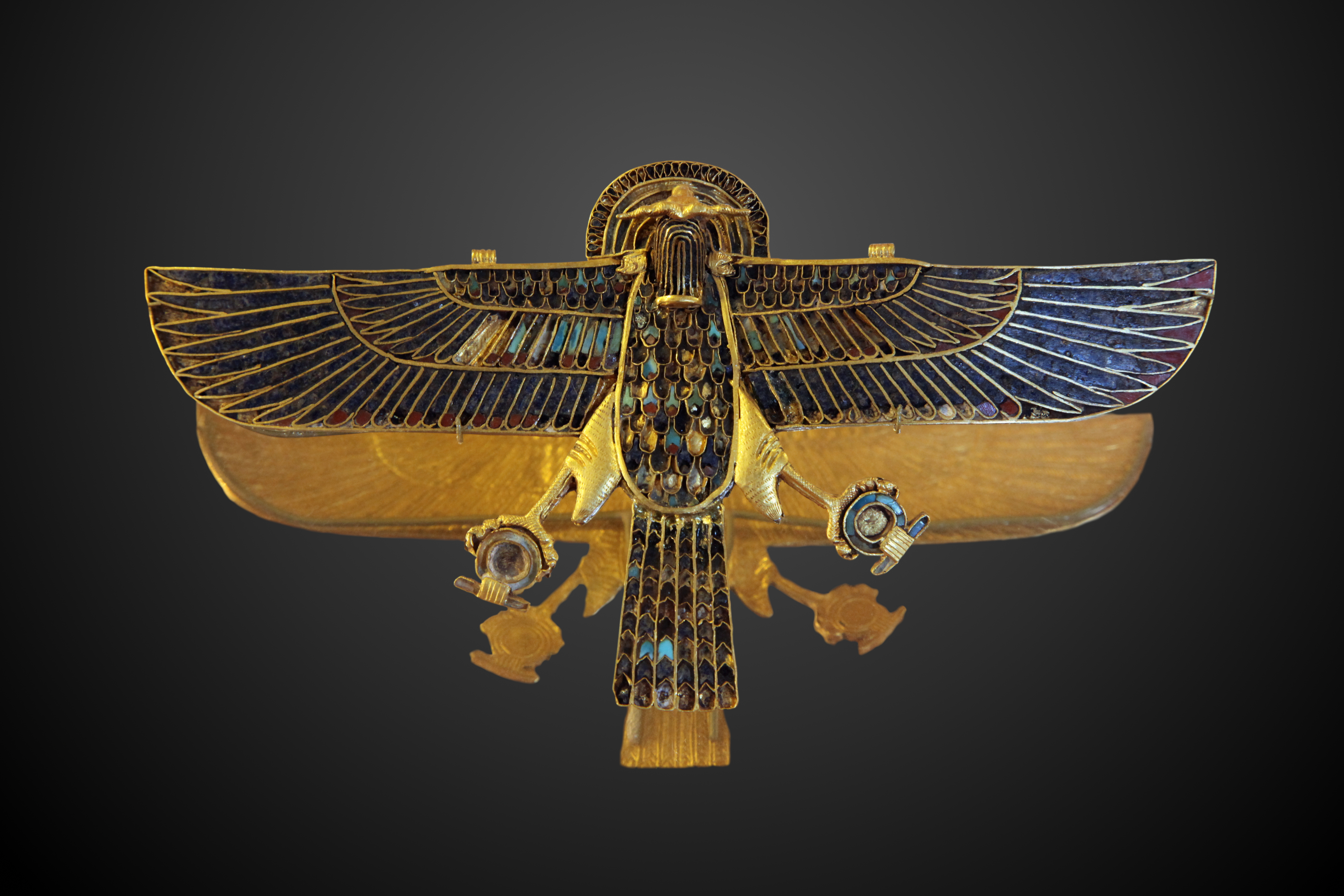
루브르 박물관 소장 호루스, 손에 쉔 링을 쥐고 있다.

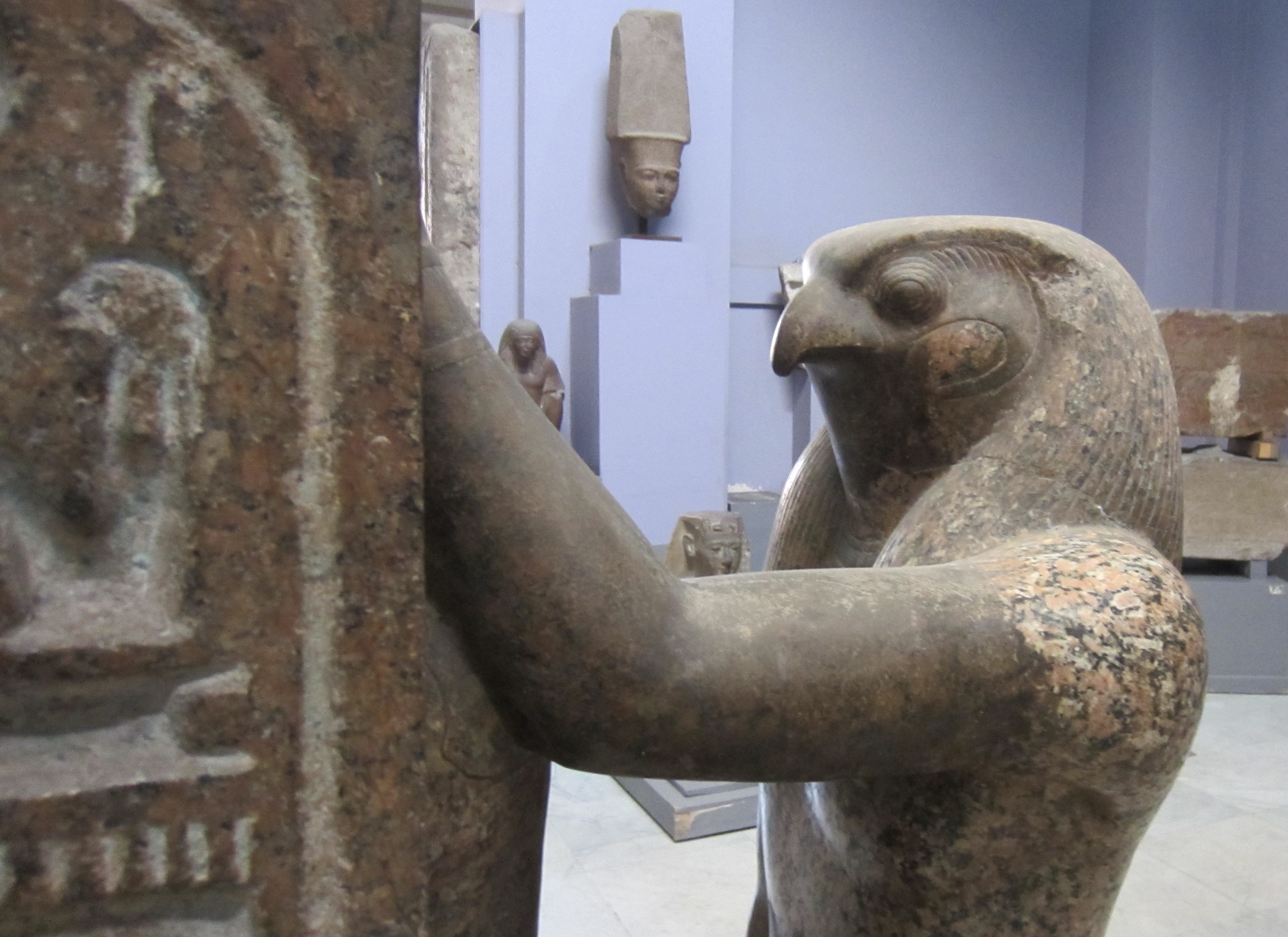
람세스 3세의 머리에 상이집트의 왕관을 씌우는 호루스와 세트 조각상의 호루스 얼굴 부분. 제20왕조, 기원전 12세기 초.

호루스는 하늘이라고 여겨졌기 때문에 태양과 달도 포함하고 있는 것으로 간주되었다. 이집트인들은 태양이 그의 오른쪽 눈이고 달이 그의 왼쪽 눈이라고 믿었으며, 그가 매처럼 하늘을 가로지를 때 이들이 하늘을 가로지른다고 생각했다. 나중에 달이 태양만큼 밝지 않은 이유는 호루스와 세트의 다툼으로 알려진 이야기로 설명되었다. 이 이야기에서 상이집트의 수호신 세트와 하이집트의 수호신 호루스가 이집트를 놓고 잔인하게 싸웠고, 어느 쪽도 승리하지 못하다가 결국 신들이 호루스의 편을 들었다고 한다.
호루스가 최종 승자가 되면서 그는 ḥr.w 또는 "위대한 호루스"로 알려졌지만, 일반적으로 "장성한 호루스"로 번역된다. 싸움에서 세트는 고환 하나를 잃었고, 호루스의 눈은 뽑혔다.
호루스는 가끔 예술에서 벌거벗은 소년이 어머니와 함께 연꽃 위에 앉아 손가락을 입에 넣고 있는 모습으로 그려졌다. 어린 시절의 호루스는 nfr ḥr.w "선한 호루스"로 불렸으며, 네페르호르, 네포로스 또는 노페로스(재구성된 발음은 naːfiru ħaːruw)로 음역되었다.

호루스의 눈 또는 우제트

호루스의 눈은 고대 이집트의 신들, 이 경우 호루스나 라로부터의 보호와 왕권을 상징하는 고대 이집트의 상징이다. 이 상징은 호루스의 어머니인 이시스와 그녀와 관련된 다른 신들의 이미지에서 볼 수 있다. 이집트어에서 이 상징을 나타내는 단어는 "웨제트"(wɟt)였다. 이는 가장 초기의 이집트 신 중 하나인 우제트의 눈이었으며, 우제트는 나중에 바스테트, 무트, 그리고 하토르와도 연관되었다. 우제트는 태양신이었고 이 상징은 그녀의 모든 것을 보는 눈으로 시작되었다. 초기 예술 작품에서는 하토르도 이 눈으로 묘사되었다. 장례 부적은 종종 호루스의 눈 모양으로 만들어졌다. 우제트 또는 호루스의 눈은 셰숀크 2세의 미라에서 발견된 7개의 "금, 파이앙스, 카닐리언 및 청금석" 팔찌의 "중심 요소"이다. 우제트는 "[이곳에서] 사후세계의 왕을 보호하고" 악을 물리치기 위한 것이었다. 이집트 및 근동의 선원들은 안전한 해상 여행을 보장하기 위해 선박의 뱃머리에 이 상징을 자주 그렸다.
호루스는 또한 하늘을 보호한다고 여겨졌다.

### 호루스와 세트의 갈등

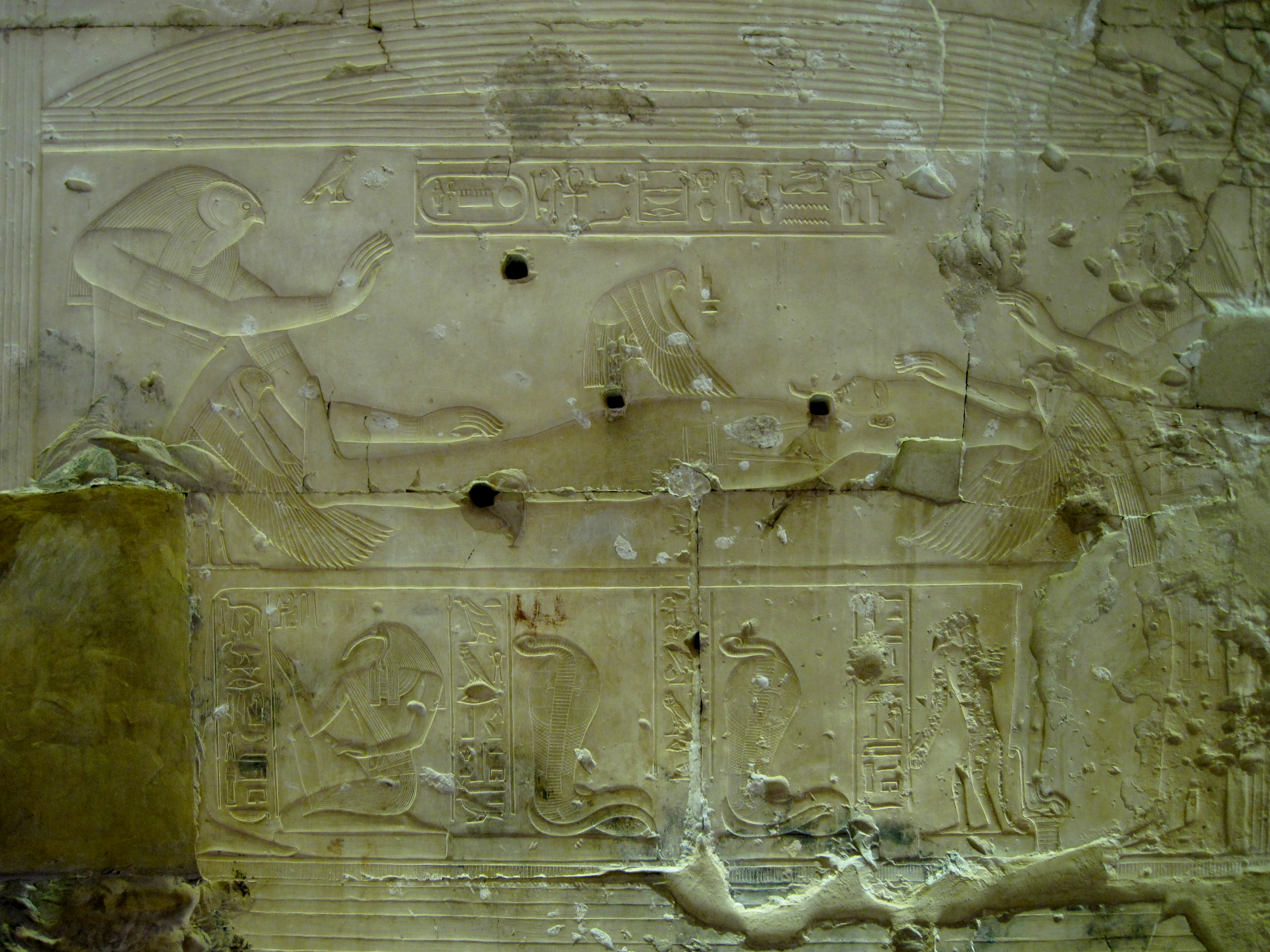
새의 형상을 한 이시스가 죽은 오시리스와 성교하는 모습. 양쪽에는 아직 태어나지 않은 호루스와 인간 형상의 이시스가 있다.

호루스는 어머니 이시스로부터 아버지 오시리스를 죽인 사막의 신 세트로부터 이집트 백성을 보호하라는 명을 받았다. 호루스는 아버지의 복수를 위해서뿐만 아니라 이집트의 정당한 통치자를 가리기 위해 세트와 수많은 전투를 벌였다. 이 전투들에서 호루스는 하이집트와 연관되어 그곳의 수호신이 되었다.

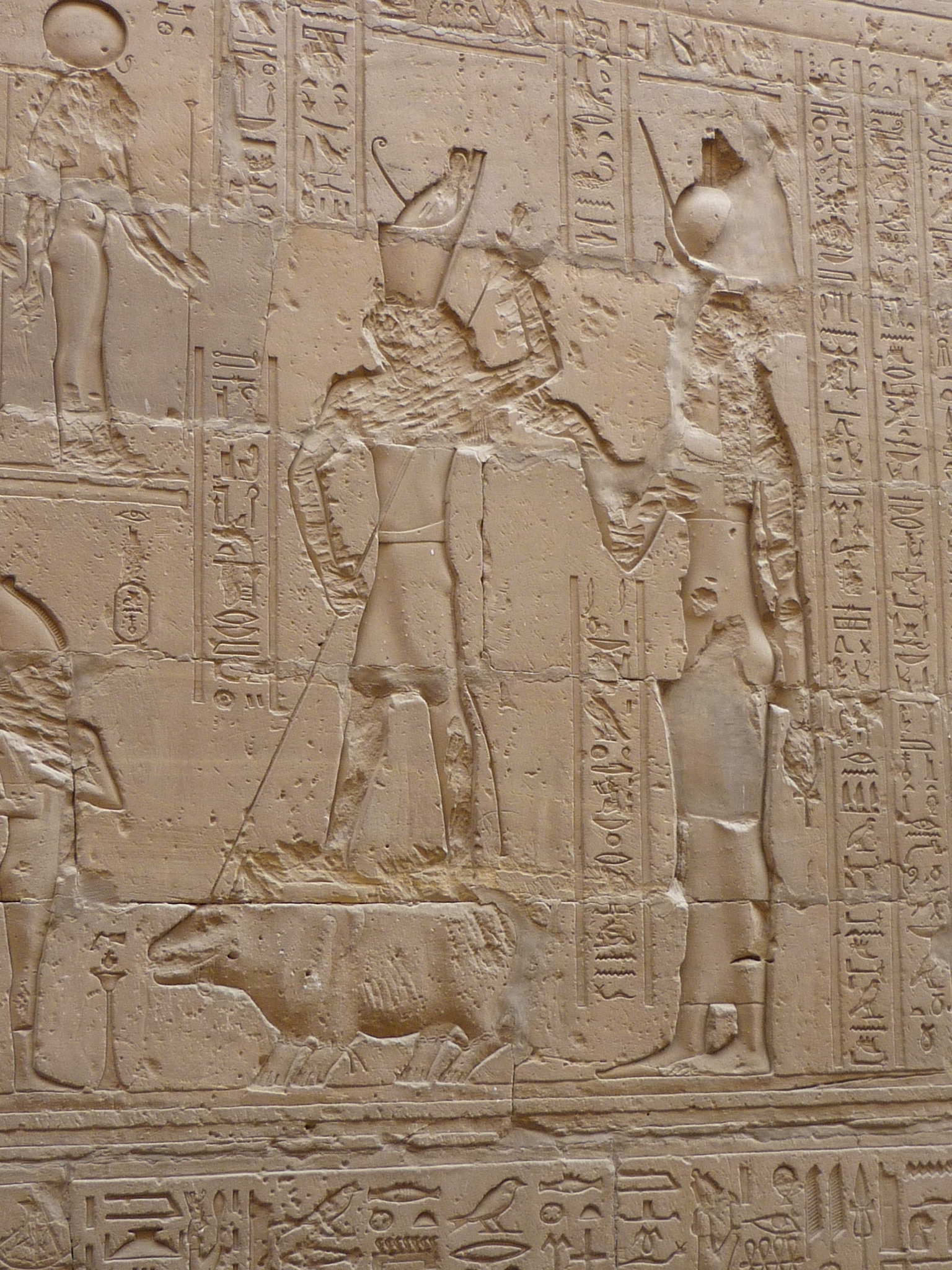
이시스가 지켜보는 가운데, 하마의 모습으로 나타난 세트를 창으로 찌르는 호루스

『호루스와 세트의 다툼』에 따르면, 세트는 호루스를 유혹하고 성교를 하여 자신의 지배력을 증명하려 했다. 그러나 호루스는 자신의 허벅지 사이에 손을 넣어 세트의 정액을 받았고, 그 후 그것을 강에 버려 세트에게 수정되지 않았다고 말할 수 있게 했다. 호루스(또는 일부 버전에서는 이시스 본인)는 그 후 자신의 정액을 세트가 가장 좋아하는 음식인 상추에 의도적으로 퍼뜨렸다. 세트가 상추를 먹은 후, 그들은 이집트 통치에 대한 논쟁을 해결하기 위해 신들에게 갔다. 신들은 먼저 세트의 호루스에 대한 지배 주장를 들었고, 그의 정액을 불렀지만, 강에서 응답하여 그의 주장은 무효화되었다. 그 후, 신들은 호루스의 세트 지배 주장을 들었고, 그의 정액을 불렀는데, 그것이 세트 안에서 응답했다.

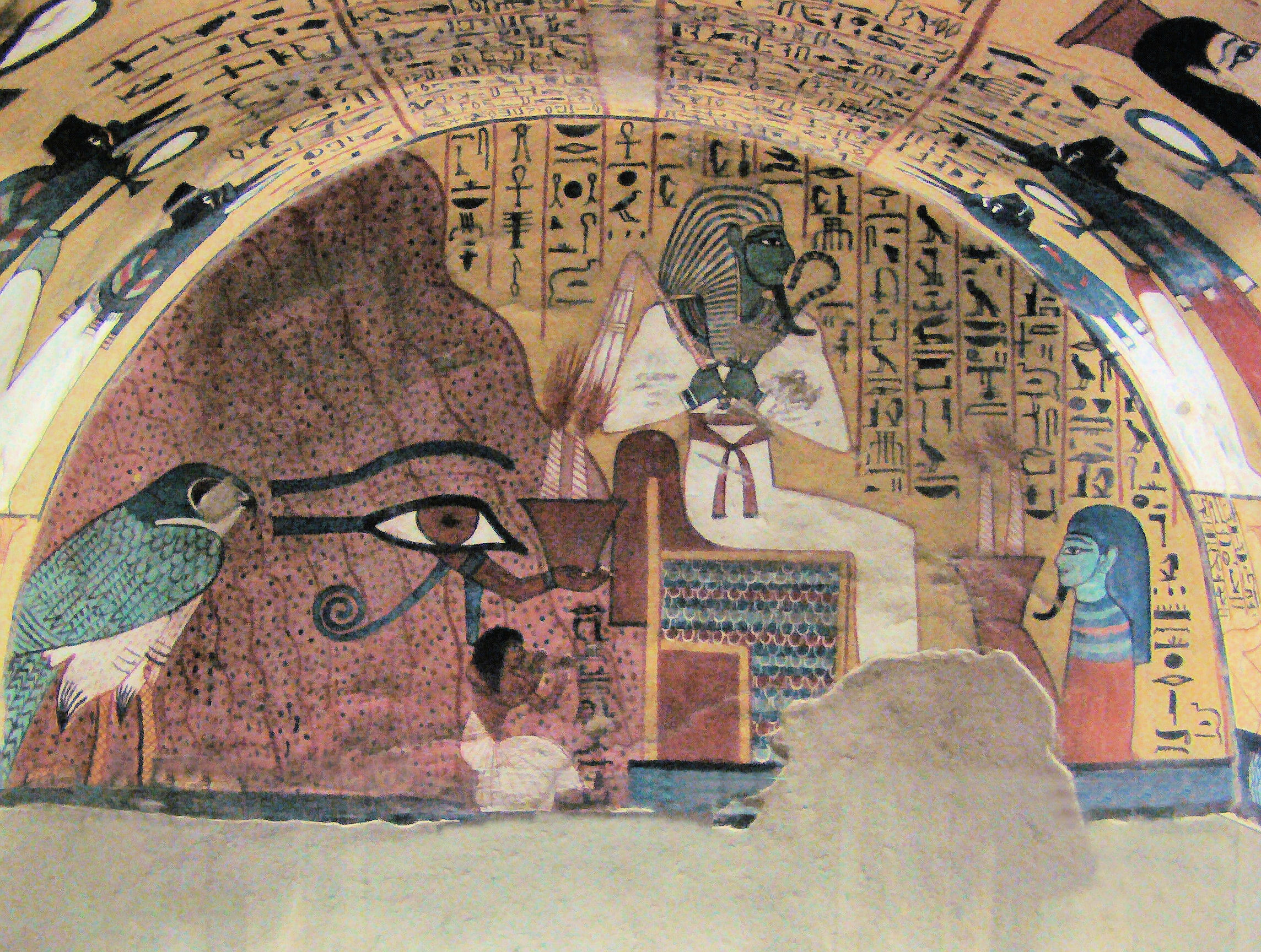
파쉐두의 무덤 그림에서 의인화된 호루스의 눈이 왕좌에 앉은 신 오시리스에게 향을 바친다, 기원전 13세기.

그러나 세트는 여전히 물러서려 하지 않았고, 다른 신들은 80년이 넘는 싸움과 도전에 지쳐 있었다. 호루스와 세트는 돌로 만든 배로 경주를 벌이기로 도전했다. 호루스와 세트는 동의했고, 경주는 시작되었다. 그러나 호루스에게는 유리한 점이 있었다. 그의 배는 진짜 돌이 아니라 돌처럼 보이도록 칠한 나무로 만들어졌다. 세트의 배는 무거운 돌로 만들어져 가라앉았지만, 호루스의 배는 가라앉지 않았다. 호루스는 경주에서 이겼고, 세트는 물러나 공식적으로 호루스에게 이집트의 왕좌를 넘겨주었다. 세트가 패배하고 왕이 된 후, 호루스는 죽은 아버지 오시리스에게 제물을 바쳐, 그를 사후세계에서 소생시키고 유지한다. 신왕국 이후에도 세트는 여전히 사막과 오아시스의 군주로 여겨졌다.
이야기의 여러 버전에서는 호루스와 세트가 영역을 나눈다. 이 분할은 이집트인들이 그들의 세계에서 본 여러 근본적인 이원성과 동일시될 수 있다. 호루스는 이집트 문명의 핵심인 나일강 주변의 비옥한 땅을 얻을 수 있고, 이 경우 세트는 황량한 사막이나 그와 관련된 이국 땅을 차지한다. 호루스는 지상을 다스리고 세트는 하늘에 살 수도 있다. 그리고 각 신은 나라의 두 전통적인 절반인 상이집트와 하이집트 중 하나를 차지할 수 있으며, 이 경우 어느 신이든 어느 지역과도 연결될 수 있다. 그러나 멤피스 신학에서는 재판관으로서의 게브가 처음에는 두 경쟁자에게 영역을 나누어 주었다가 번복하여 호루스에게 단독 통제권을 부여한다. 이 평화로운 연합에서 호루스와 세트는 화해하고, 그들이 대표하는 이원성은 하나의 통합된 전체로 해결되었다. 이 해결을 통해 혼란스러운 갈등 이후 질서가 회복된다.

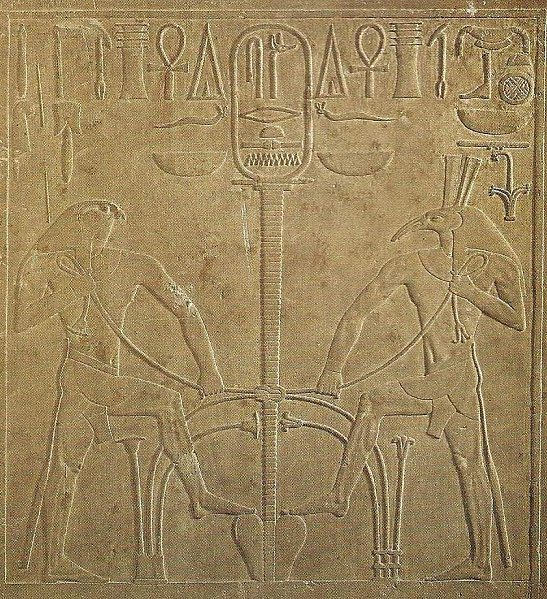
호루스와 세트가 상이집트와 하이집트를 함께 묶는 모습

이집트학자들은 종종 두 신의 갈등을 이집트 역사 또는 선사 시대 초기의 정치적 사건과 연결시키려고 노력해 왔다. 전투원들이 왕국을 나누는 경우와 짝을 이룬 호루스와 세트가 상이집트와 하이집트의 통일과 자주 연관되는 것은 두 신이 국내의 어떤 종류의 분열을 나타냄을 시사한다. 이집트 전통과 고고학적 증거는 이집트가 역사 초기에 남쪽의 상이집트 왕국이 북쪽의 하이집트를 정복하면서 통일되었음을 나타낸다. 상이집트 통치자들은 자신들을 "호루스의 추종자"라고 불렀고, 호루스는 통일된 정치체와 그 왕들의 수호신이 되었다. 그러나 호루스와 세트는 나라의 두 절반과 쉽게 동일시될 수 없다. 두 신 모두 각 지역에 여러 숭배 중심지가 있었으며, 호루스는 종종 하이집트와, 세트는 상이집트와 연관된다. 다른 사건들도 신화에 영향을 미쳤을 수 있다. 상이집트가 단일 통치자를 가지기 전에도 주요 도시 두 곳은 최남단의 네켄과 북쪽으로 수 마일 떨어진 나가다였다. 호루스가 수호신이었던 네켄의 통치자들이 나가다를 포함한 상이집트를 통일했다고 일반적으로 믿어진다. 세트는 나가다와 연관되어 있었으므로, 신성한 갈등이 먼 과거의 도시들 간의 적대감을 희미하게 반영할 수 있다. 훨씬 나중에, 제2왕조( 기원전 2890-2686년c.) 말기에 파라오 세트-페리브센은 호루스를 나타내는 매 상형문자 대신 세트 동물을 사용하여 그의 세레크 이름을 썼다. 그의 후계자 카세켐위는 호루스와 세트를 모두 사용하여 그의 세레크를 썼다. 이 증거는 제2왕조가 호루스 왕의 추종자들과 세트-페리브센이 이끄는 세트 숭배자들 간의 충돌을 겪었을 것이라는 추측을 불러일으켰다. 카세켐위가 두 동물 상징을 사용한 것은 신화의 해결과 마찬가지로 두 파벌의 화해를 나타낼 것이다.

### 황금 호루스 오시리스
호루스는 점차 오시리스의 아들이자 오시리스 자신으로서의 본성을 띠게 되었다. 그는 황금 호루스 오시리스라고 불렸다. 덴데라 신전에서는 그가 호루스와 오시리스 두 신의 완전한 왕실 칭호를 부여받았다. 그는 때때로 자신의 아버지이자 동시에 자신의 아들로 믿어졌으며, 일부 후기 기록에는 이시스에 의해 오시리스가 다시 살아났다고 한다.

## 호루스의 형태

매의 머리를 한 남자로 묘사된 호루스
호루스와 융합된 라의 한 형태인 라-호라크티
하나로 묘사된 호루스와 세트
표범 가죽을 입은 사제로 묘사된 호루스의 한 형태, 헤르-이운무테프
아이로 묘사된 호루스의 한 형태, 헤루-파-케레드
세트와 함께 상이집트와 하이집트를 묶는 모습으로 묘사된 호루스의 한 형태, 헤르-세마-타위
매의 모습인 호루스
왕관을 쓴 매의 모습으로 묘사된 호루스
사자의 몸을 가진 호루스의 두 형태인 하르-엠-아케트 또는 헤루-우르
나일악어의 몸을 가진 호루스의 한 형태, 호르-이미-셰누트
날개 달린 태양으로 묘사된 호루스의 한 형태, 헤루-베흐데티

### 헤루-우르 (장성한 호루스)
헤루-우르(Heru-ur), 헤루-웨르(Heru-wer), 하로에리스(Haroeris), 위대한 호루스(Horus the Great), 장성한 호루스(Horus the Elder)로도 알려진 그는 신 호루스의 성숙한 표현이었다. 이 호루스의 발현은 특히 하이집트의 레토폴리스에서 숭배되었다. 그리스인들은 그를 그리스 신 아폴론과 동일시했다.
그의 칭호는 다음과 같다: '두 눈의 으뜸', '위대한 신', '옴보스의 군주', '레토폴리스에 거주하는 이트-칼을 소유한 자', '라의 아들 슈', '강력한 팔의 호루스', '위대한 힘을 가진 자', '전 국토의 도살의 군주'. '두 눈의 으뜸'은 하늘 신의 두 눈을 나타내는 흔한 별명이었다. 두 눈은 태양과 달, 그리고 우제트 눈을 상징하며 헤루-우르 숭배에서 중요한 역할을 했다. 그의 숭배 중심지는 원래 레토폴리스였다. 나중에는 콤 옴보와 쿠스에서도 숭배되었다. 콤 옴보에서 그는 라와 헤케트의 아들, 누이 아내 타세네트노프레트의 남편이자 어린 신 파네브타위의 아버지로 숭배되었다.
그의 『모랄리아』에서 그리스 철학자 플루타르코스는 프톨레마이오스 시대에 헤루-우르에게 존재했다고 추정되는 세 가지 추가적인 부모 전통을 언급한다. 플루타르코스의 기록에 따르면, 헤루-우르는 게브와 누트의 아들로, 연말의 다섯 삽입일 중 두 번째 날에 오시리스보다 먼저, 그리고 세트, 이시스, 네프티스보다 먼저 태어났다고 믿어졌다. 플루타르코스는 또한 누트의 자녀들에게 다른 아버지들을 할당하는 변형된 전통을 기록하는데, 오시리스와 헤루-우르는 누트와 라에게, 이시스는 누트와 토트에게, 반면 네프티스와 세트는 누트와 게브의 자녀라고 한다. 또한, 호루스의 다른 발현들과 유사하게, 헤루-우르는 때때로 이시스와 오시리스의 자녀로 간주되는데, 이들은 누트의 자궁에 있을 때부터 짝을 이루어 임신되었다.
플루타르코스는 오시리스와 이시스의 아들인 어린 호루스의 형태와 그가 '장성한 호루스'라고 지칭하는 '하로에리스'를 구별하고자 한다. 하로에리스는 이집트어 별칭 '호루스-베르'의 헬레니즘화된 버전으로, '위대한 호루스'로 직접 번역되며, 왕실 숭배의 호루스와 하위 형태의 호루스를 구별하기 위해 파피루스 주문 588에 처음 등장한 용어이다. 그러나 고대 이집트 문헌은 장성한 호루스와 '어린' 호루스를 구별하지 않는다. 호루스-베르 또한 때때로 오시리스와 이시스의 아들로 언급되며, '베르'는 고대 이집트 신들에게 흔한 별칭으로, older와 younger 신들을 두 개의 다른 세대로 분리하는 것을 의미하지 않는다.
헤루-우르는 때때로 매의 모습으로 완전히 묘사되었다. 가끔씩 켐웨르(Kemwer)라는 칭호를 받았는데, 이는 "(그) 위대한 검은 존재"를 의미한다. 헤루-우르는 또한 히에라코스핑크스(매 머리를 가진 사자)로도 묘사되었다.
다른 변형으로는 호르 메르티 '두 눈의 호루스'와 호르켄티 이르티가 있다.

### 헤루-파-케레드 (어린 호루스)
헤루-파-케레드(하포크라테스, 프톨레마이오스 그리스인들에게는), 즉 어린 호루스라고도 불리는 그는 머리 오른쪽에는 머리칼 한 가닥(어린이의 상징)을 달고 손가락을 빠는 모습의 소년으로 묘사된다. 또한 그는 보통 이집트의 통합된 왕관, 즉 상이집트의 왕관과 하이집트의 왕관을 쓰고 있다. 그는 떠오르는 태양의 한 형태로, 그 가장 이른 빛을 상징한다.
기원전 3천년기 초부터 피라미드 텍스트와 같은 고대 이집트 문헌은 호루스 신의 탄생, 유년기, 성년기를 언급했다. 그러나 어린 신으로서의 그의 이미지는 기원전 1천년기까지는 확고히 정립되지 않았다. 이집트 신학자들이 어린 신들을 성인 신들과 연관시키기 시작한 때였다. 역사적 관점에서 하포크라테스는 인위적인 창조물로, 테베의 신관에서 유래하여 나중에 다른 도시의 숭배에서 인기를 얻었다. 그의 첫 알려진 묘사는 셰숀크 3세(제22 리비아 왕조)의 통치 기간에 멘데스에 세워진 비석으로, 플루티스트 앙크호르파케레드의 기증을 기념한다. 처음에는 하포크라테스가 콘수-파-케레드의 복제품으로 시작하여, 장례 신 오시리스와 이시스를 위한 어린 신 인물을 제공했다. 전통적으로 성인으로 묘사된 호루스와 달리, 달의 신 콘수는 본질적으로 젊음과 연관되었다. 하포크라테스와 콘수의 숭배는 원래 카르나크의 무트 신전 안에 있는 성소에서 합쳐졌다. 이 성소는 나중에 제21왕조 아래에서 마미시(탄생의 집)로 변모하여 파라오의 신성한 탄생을 기념하며, 여왕 어머니를 어머니-여신 무트와 이시스와 연결했다. 지역 테베 신앙과 오시리스 숭배의 합병은 하포크라테스에게 이중 조상을 부여했으며, 이는 와디 함마마트의 비문에 나타나는데, 그 비문은 그를 '어린 호루스, 오시리스와 이시스의 아들, 장성한 자, 아문의 맏아들'이라고 명명한다. 오시리스 전통은 하포크라테스를 어린 신들의 원형으로 확고히 굳히고 오시리스 가족에 통합시켰다.

### 헤루-베흐데티 (베흐데트의 호루스)
에드푸의 호루스 날개 달린 태양은 고대 이집트에서 신성, 왕실, 그리고 힘과 관련된 상징이다. 날개 달린 태양은 이집트 전역의 고대 신전 파일론 꼭대기에 묘사되었다.

### 하르-엠-아케트 (지평선 위의 호루스)
하르-엠-아케트(Har-em-akhet, 또는 호레마케트), (그리스어로는 하르마키스)는 새벽과 이른 아침의 태양을 나타냈다. 그는 종종 사람의 머리를 가진 스핑크스(기자의 대스핑크스처럼), 또는 히에라코스핑크스, 즉 사자의 몸과 매의 머리 및 날개를 가진 생물, 때로는 사자 또는 양의 머리를 가진 모습으로 묘사되었다(후자는 떠오르는 태양의 신 케프리와의 연관성을 제공한다). 그는 카프레의 명령으로 건설된 기자의 대스핑크스의 영감이 되었으며, 그 얼굴은 카프레를 묘사한다고 믿어졌다.

### 하르파라 (태양 호루스)
하르파라("태양 호루스")는 몬수와 라에트-타위의 자녀이며, 그들과 함께 북부 카르나크와 아르망의 신성 삼위일체를 이루었다. 메다무드에서 하르파라는 아문과 라에트-타위의 맏아들로 숭배되었다. 다른 곳에서는 메헤트-베레트의 아들로 묘사되기도 한다. 아르망에서는 토트-오브-아르망트라는 지역 토트의 한 형태가 하르파라의 성인 형태로 숭배되었을 가능성이 높다. 토트의 어린 발현으로서 하르파라는 아르망에서 달의 신으로 여겨졌다.

### 호루스의 다른 형태
- 호르 메르티(두 눈의 호루스)

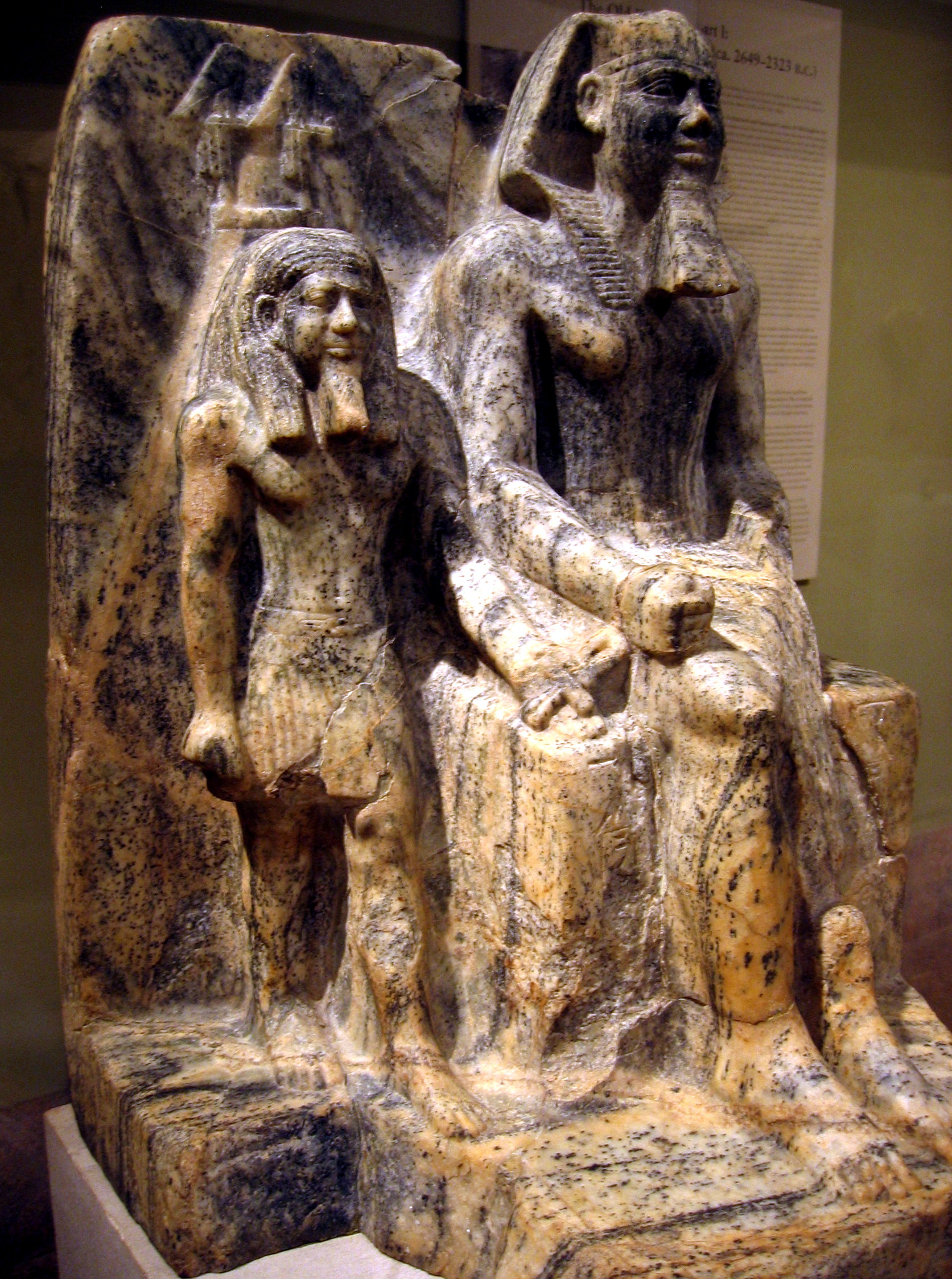
코프토스의 파라오 사후레 옆에 있는 상이집트 5번째 노모스의 신 헤루이.

- 하르-네지-헤프(아버지의 수호자 호루스) – 오시리스를 보호한 호루스의 한 형태
- 호르켄티 이르티[53]
- 호르-이미-셰누트 – 나일악어의 몸을 가진 호루스의 한 형태
- 헤르-세마-타위(두 땅의 통합자 호루스) – 이중 왕관을 쓴 호루스처럼 묘사된 그리스의 하르솜투스
- 헤르-이운무테프(어머니의 기둥 호루스) – 몸통에 표범 가죽을 두른 성직자로 묘사된 호루스의 한 형태.
- 헤루이(쌍매 또는 호루스들) – 코프토스의 상이집트 5번째 노모스 신.

## 호루스 축제
승리 축제(이집트어: Heb Nekhtet)는 매년 호루스 신에게 바쳐진 이집트 축제였다. 승리 축제는 에드푸 신전의 호루스 신전에서 열렸으며, 이집트력의 범람의 계절 둘째 달(또는 여섯째 달)에 거행되었다.
승리 축제 동안 행해진 의식에는 호루스가 세트를 물리친 것을 기념하는 신성한 연극의 공연이 포함되었다. 이 연극의 주연은 이집트의 왕 자신이 호루스의 역할을 맡았다. 그의 적은 하마로, 세트의 역할을 맡았다. 의식 도중 왕은 하마에게 작살을 던졌다. 왕이 하마를 파괴하는 것은 호루스가 세트를 물리친 것을 기념하며, 이는 왕의 정당성을 부여했다.
왕이 매년 승리 축제에 참석했을 가능성은 낮다. 많은 경우 그는 아마도 사제에 의해 대리되었을 것이다. 또한 매년 실제 하마가 축제에 사용되었을 가능성도 낮다. 많은 경우 그것은 아마도 모형으로 대체되었을 것이다.
4세기 로마의 저자 마크로비우스는 그의 『연대기』에서 호루스에게 바쳐진 또 다른 연례 이집트 축제를 언급한다. 마크로비우스는 이 축제가 동지점에 열린다고 명시한다. 4세기 기독교 주교 살라미스의 에피파니오스 또한 그의 『파나리온』에서 호루스의 동지점 축제를 언급한다. 그러나 이 축제는 어떤 이집트 원본 자료에서도 증명되지 않는다.

## 기독교에 대한 영향 제안
윌리엄 R. 쿠퍼의 1877년 저서와 아카리아 S의 2008년 자비 출판 서적을 비롯한 여러 저작들은 호루스 이야기와 훨씬 후대의 예수 이야기 사이에 많은 유사점이 있다고 주장했다. 이러한 관점은 여전히 매우 논란이 많으며 이의가 제기되고 있다.

## 대중문화에서
데클런 해니건은 마블 시네마틱 유니버스의 TV 시리즈 문나이트(2022)에서 호루스를 연기한다.
영화 시리즈 박물관이 살아있다에서, 박물관이 살아있다 2에서 카문라가 저승으로 통하는 문을 열고 호루스 전사들의 군대를 소환하자 저승 전사 신들이 등장한다. 전사들은 저승에서 창을 들고 나타나 카문라의 세계 정복 싸움에 합류할 준비를 한다.
호루스는 멀티플레이어 온라인 배틀 아레나 게임 스마이트에서 "정당한 상속자"라는 칭호를 가진 전사 등급 신이다.
릭 라이어던의 삼부작 소설 케인 연대기에서 주인공 카터 케인은 대영박물관에서 다른 네 명의 이집트 신과 함께 호루스의 영혼이 풀려나면서 그를 품게 된다. 호루스는 삼부작 내내 카터에게 조언과 지혜를 제공한다.
판타지 액션 영화 갓 오브 이집트에서 호루스는 니콜라이 코스테르발다우가 연기한다. 영화에서 그는 필멸자 벡을 도와 그의 삼촌 세트를 막고 자신의 왕좌를 되찾으며 이집트에 평화를 가져오려 한다.
호루스는 프랑스 만화가이자 스토리텔러 앙키 비랄이 쓰고 그린 1980년 SF 그래픽 노블 『불멸의 박람회』에 등장한다.

## 갤러리

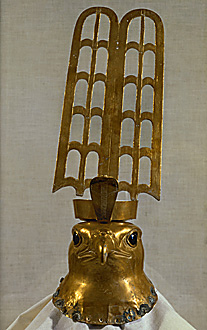
상이집트의 선왕조 시대 수도인 히에라콘폴리스(에드푸 근처)의 수호신 호루스. 그의 머리는 금을 두드려 만든 후 구리 몸체에 연결하여 제작되었다. 우라에우스는 두 개의 높고 열린 깃털을 지탱하는 머리띠에 고정되어 있다. 눈은 흑요석으로 상감되어 있다. 제6왕조.
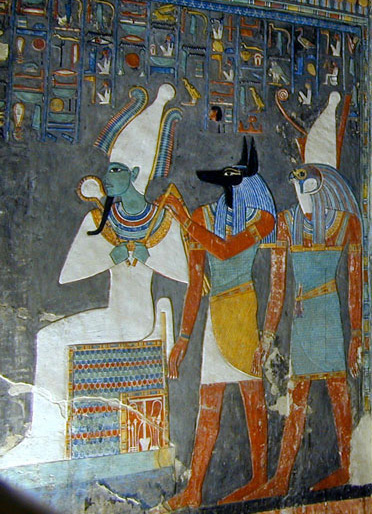
왕가의 계곡 KV57 호렘헤브의 무덤 속 호루스 (오른쪽)
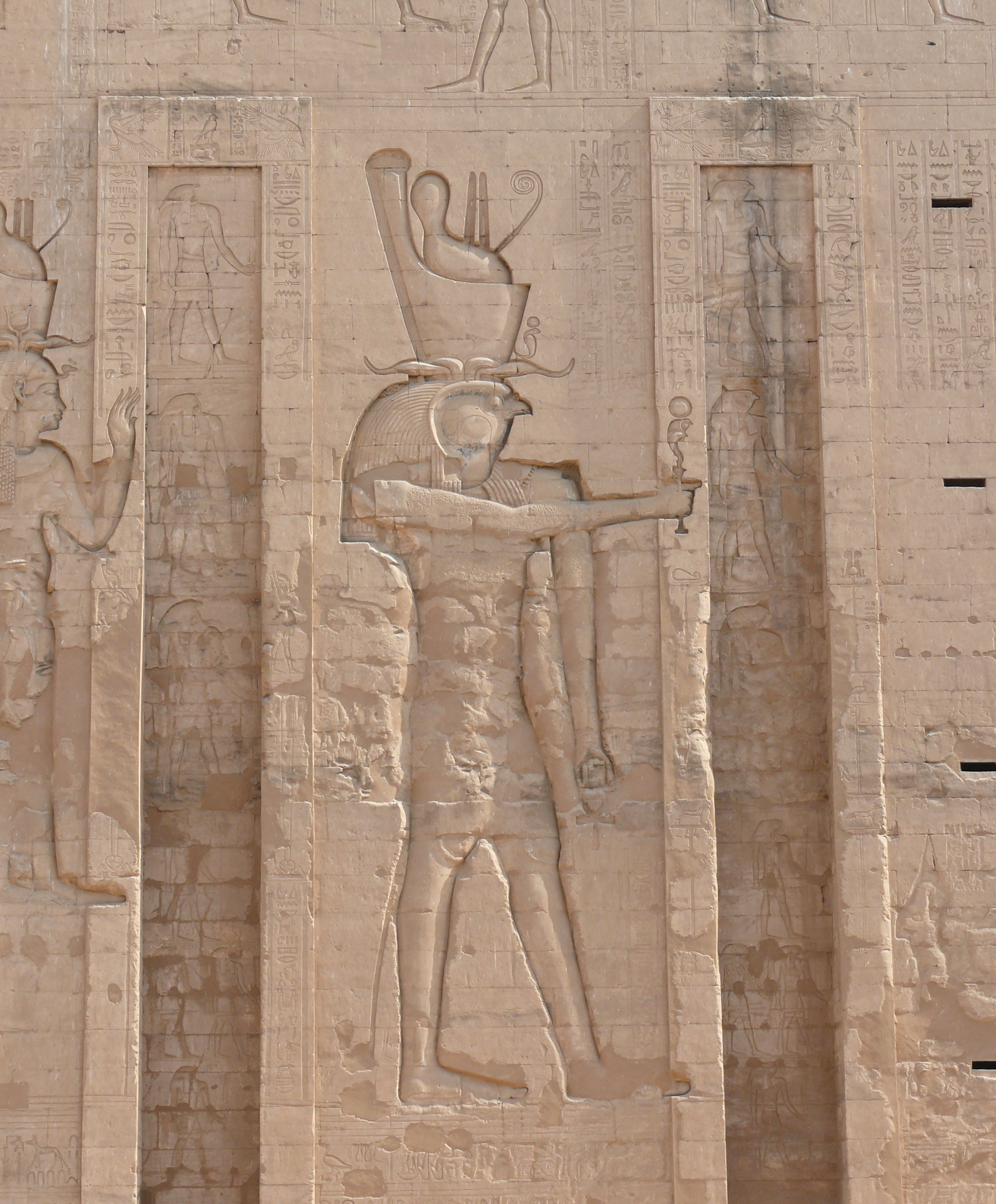
에드푸 신전의 호루스 부조
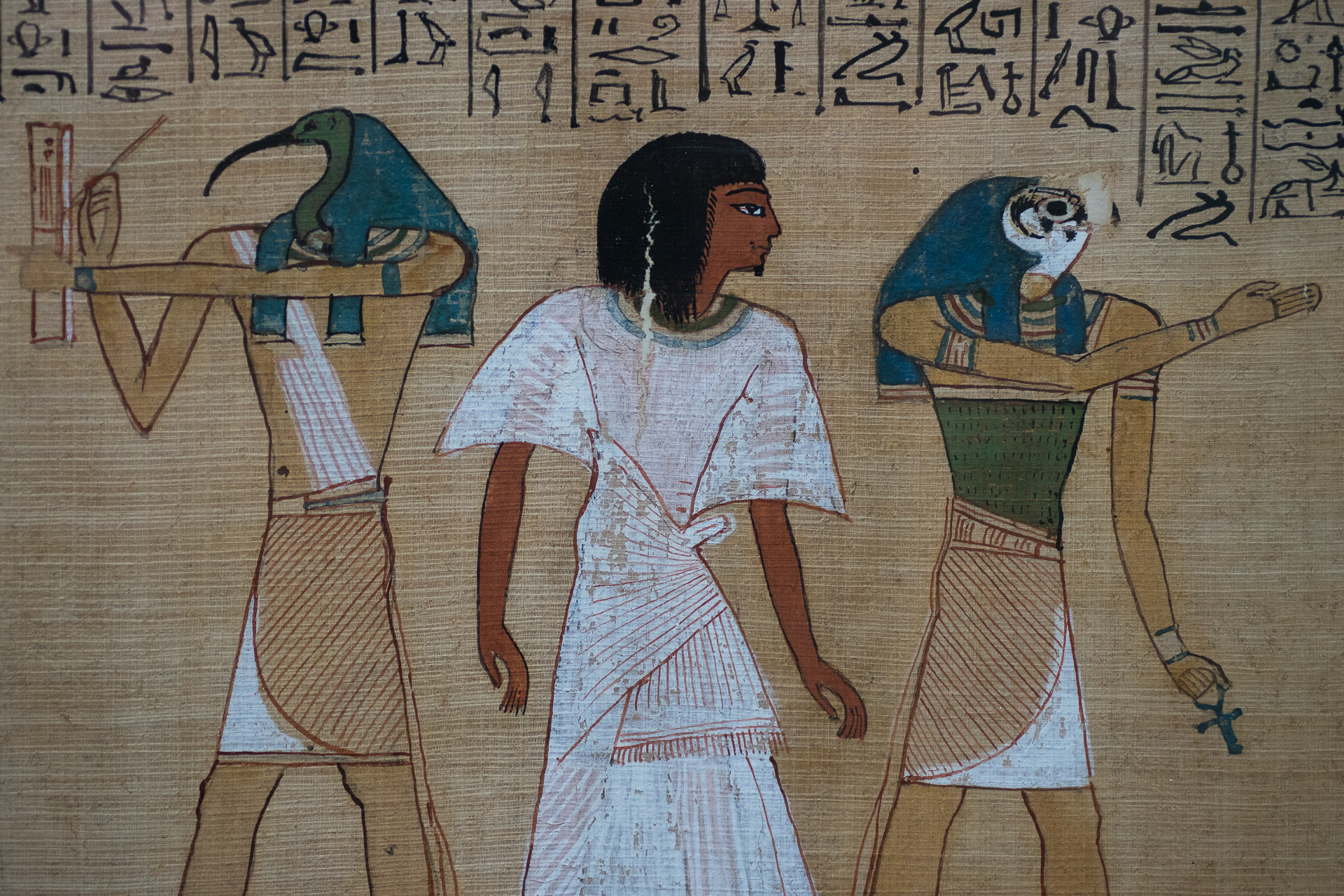
두아트에서 호루스는 후네페르를 왕좌에 앉은 오시리스가 있는 신전으로 안내한다.
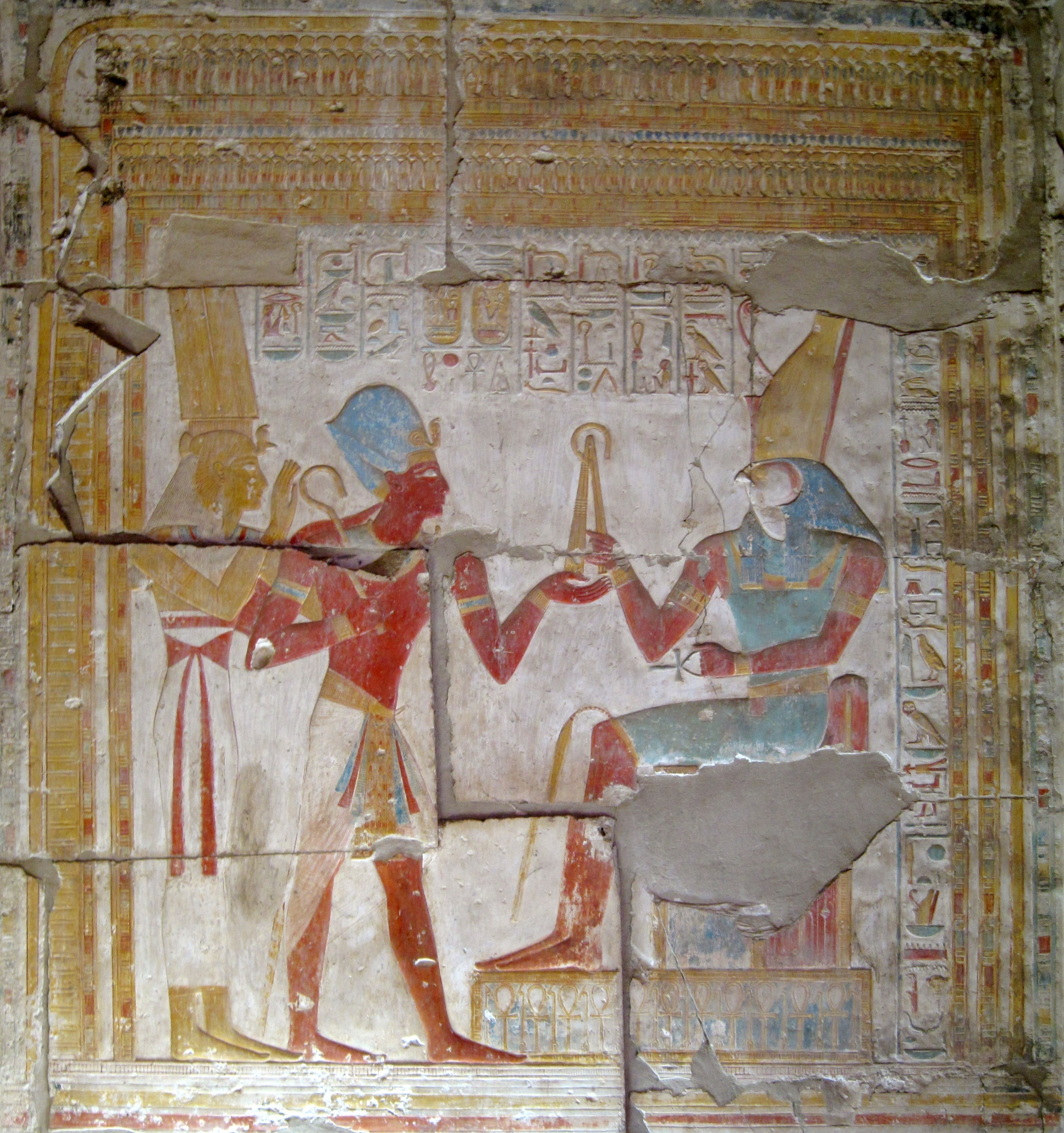
세티 1세 신전 (아비도스)의 부조, 세티 1세 파라오가 호루스에게 제물을 바치는 모습.
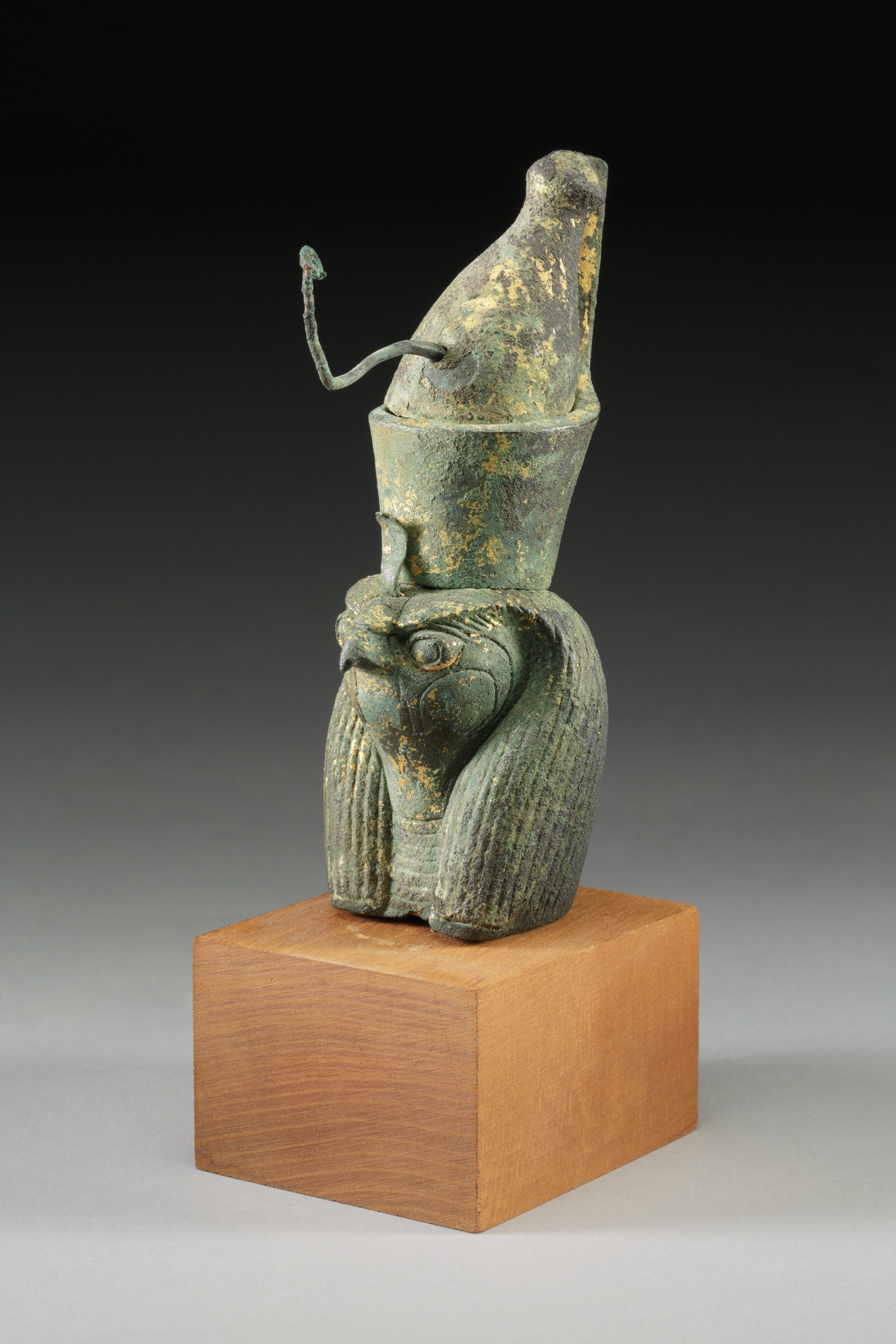
호루스 두상 조각상, 기원전 664~30년, 후기 왕조-프톨레마이오스 시대
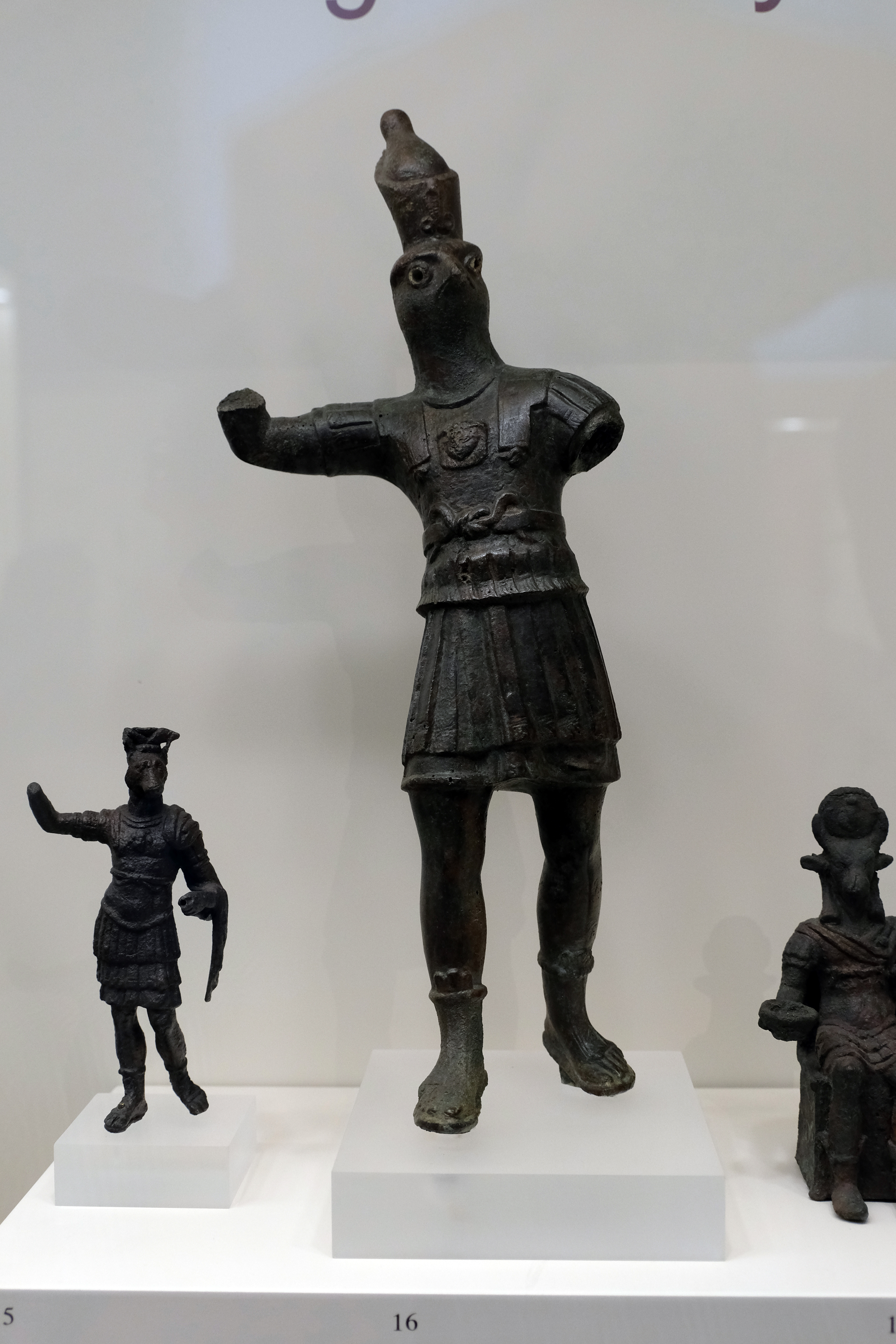
콘트라포스토 자세를 취한 로마 장교 형태의 구리 합금 호루스 (중앙) (아테네 국립 고고학 박물관)
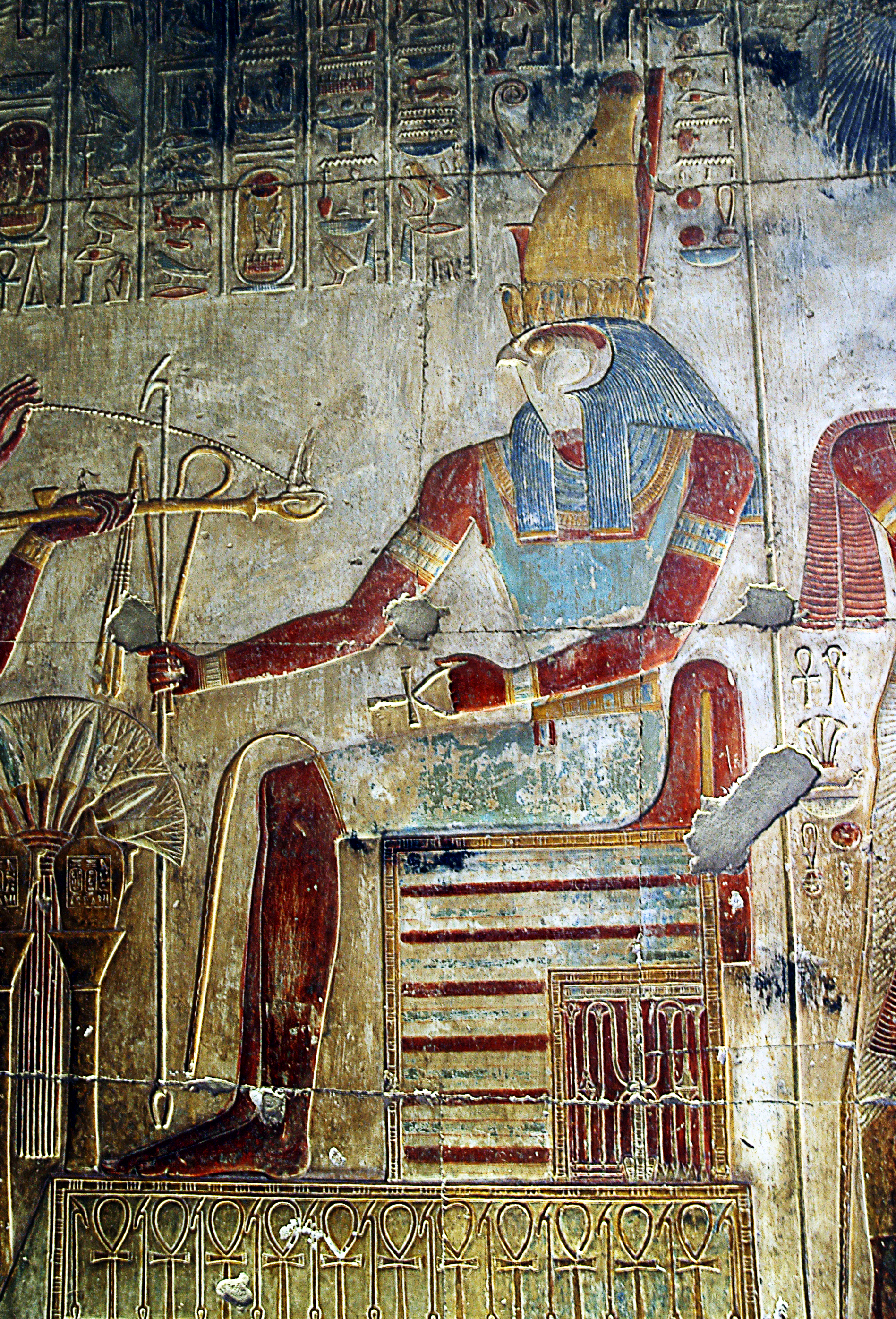
아비도스, 이집트의 세티 1세 신전의 호루스 부조
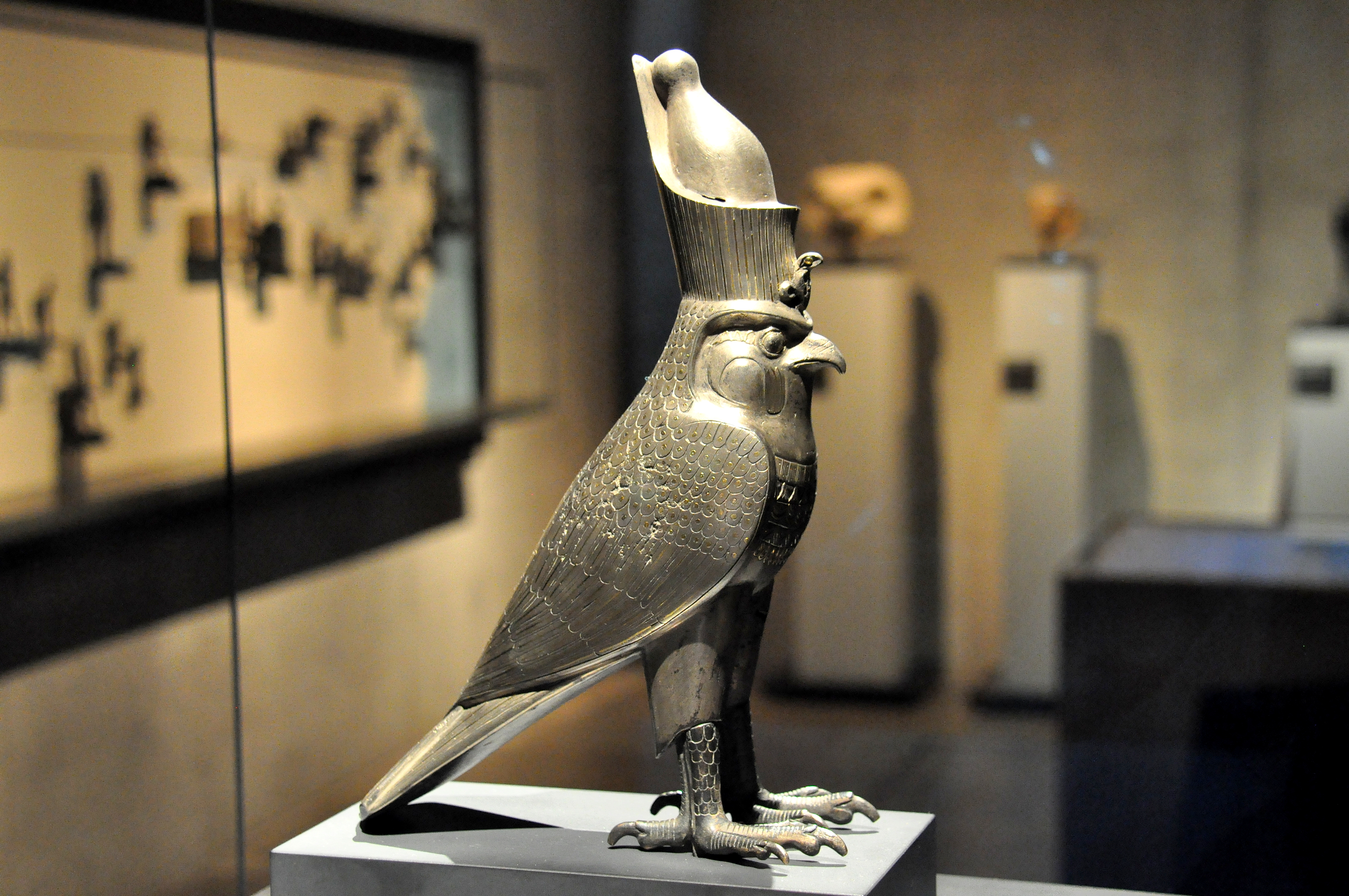
이집트 이중 왕관을 쓴 매 형태의 신 호루스. 제27왕조. 뮌헨 이집트 미술 주립 박물관
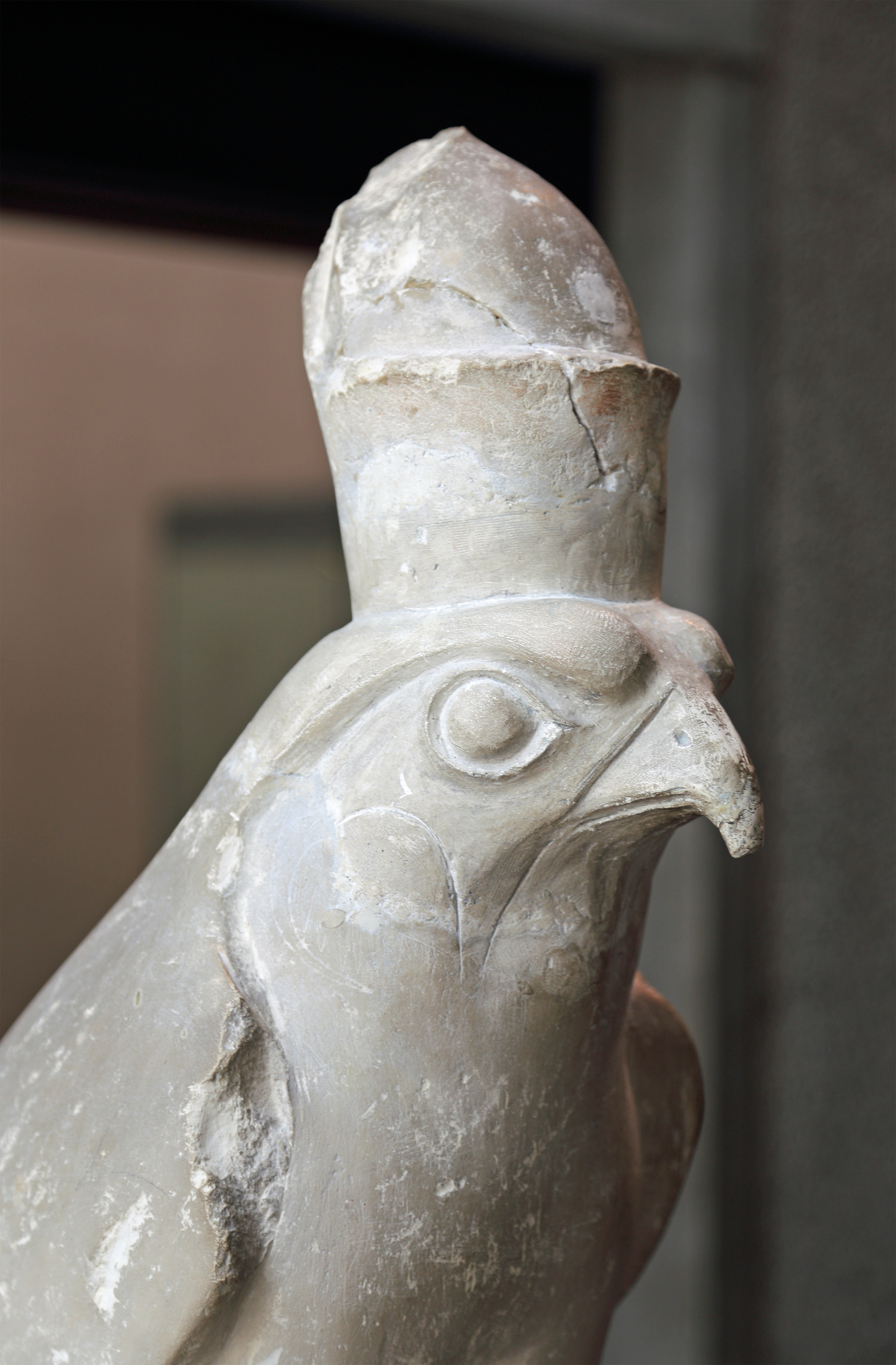
아멘호테프 2세 통치 시대(제18왕조,  기원전 1400년c.)의 호루스 조각상, 벨기에 마리에몽 왕립 박물관
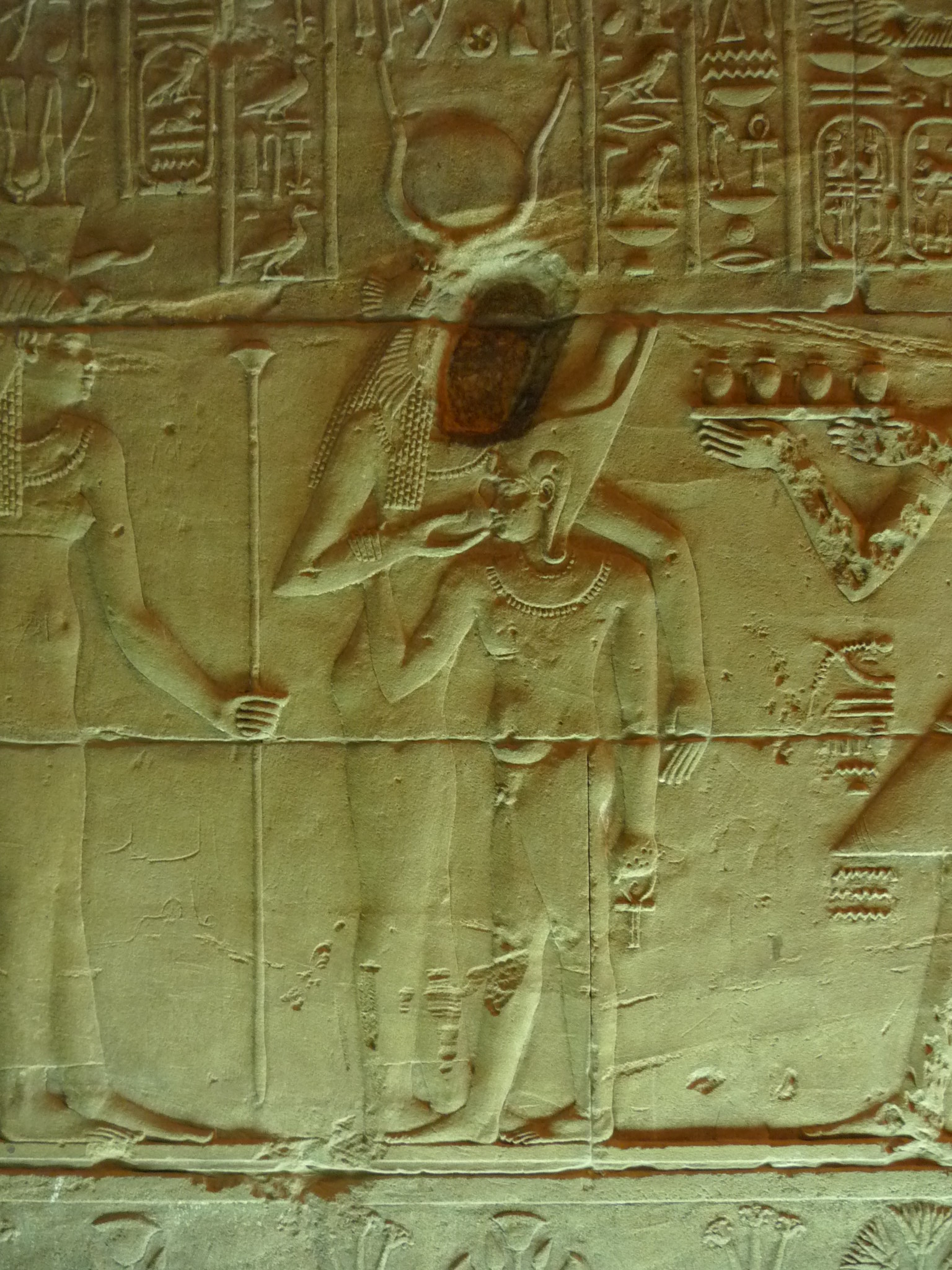
필라이 이시스 신전에서 어린 호루스에게 젖을 먹이는 이시스
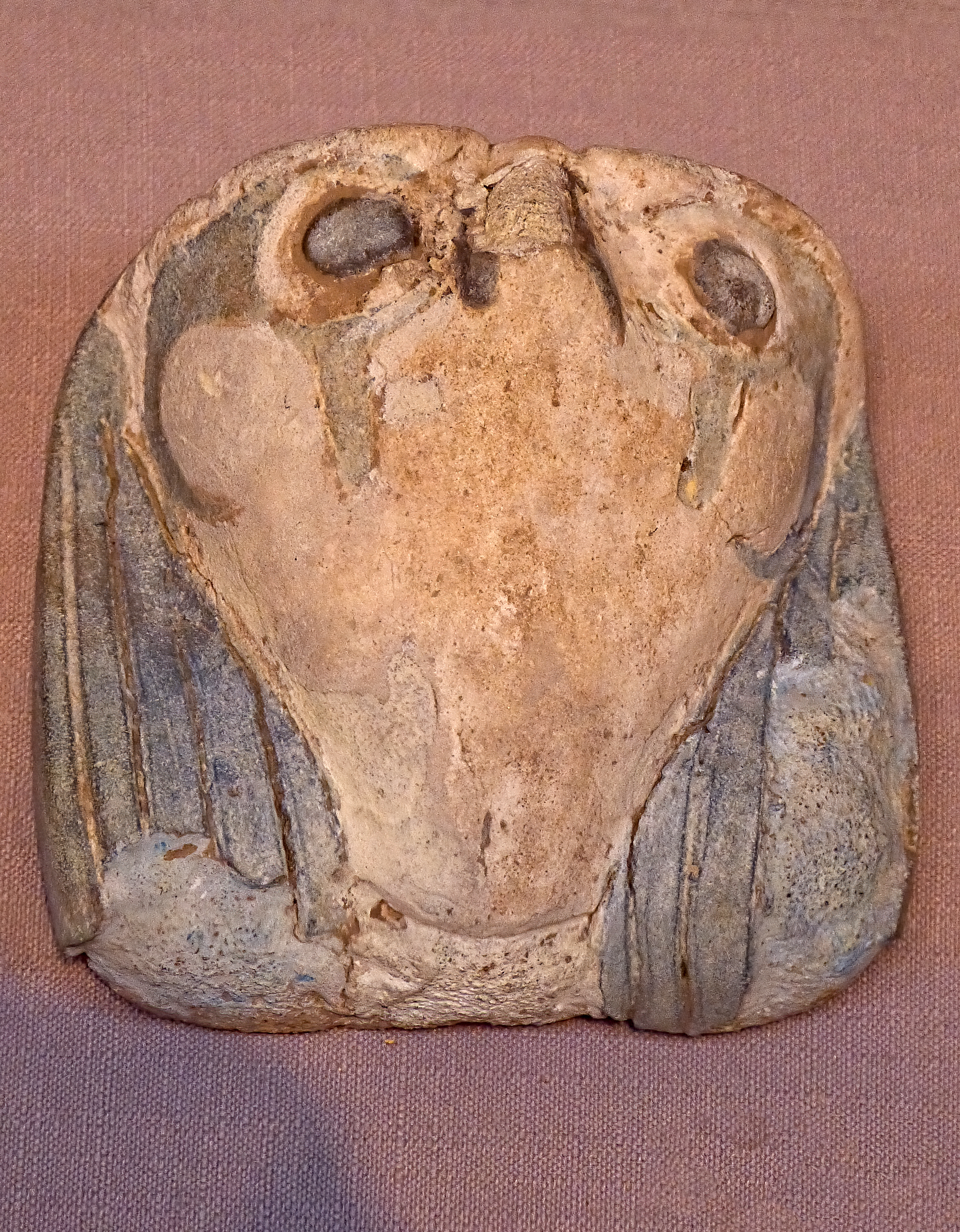
멤피스 출토 호루스 머리, 기원전 1196년 이후 제작, 펜 박물관
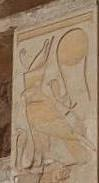
우제트와 이중 왕관을 쓴 호루스 부조. 하트셉수트 장제전
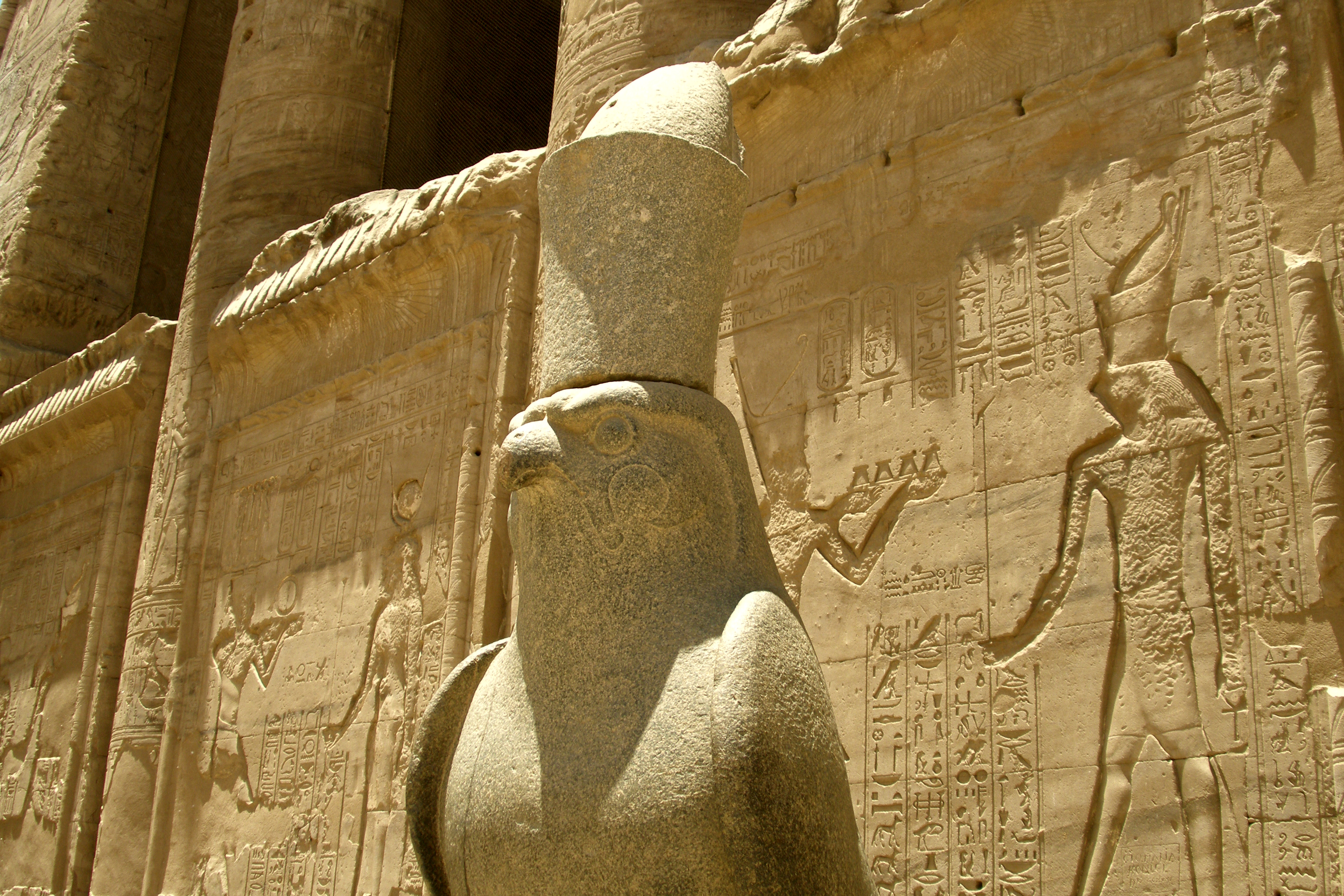
에드푸 신전의 호루스 조각상
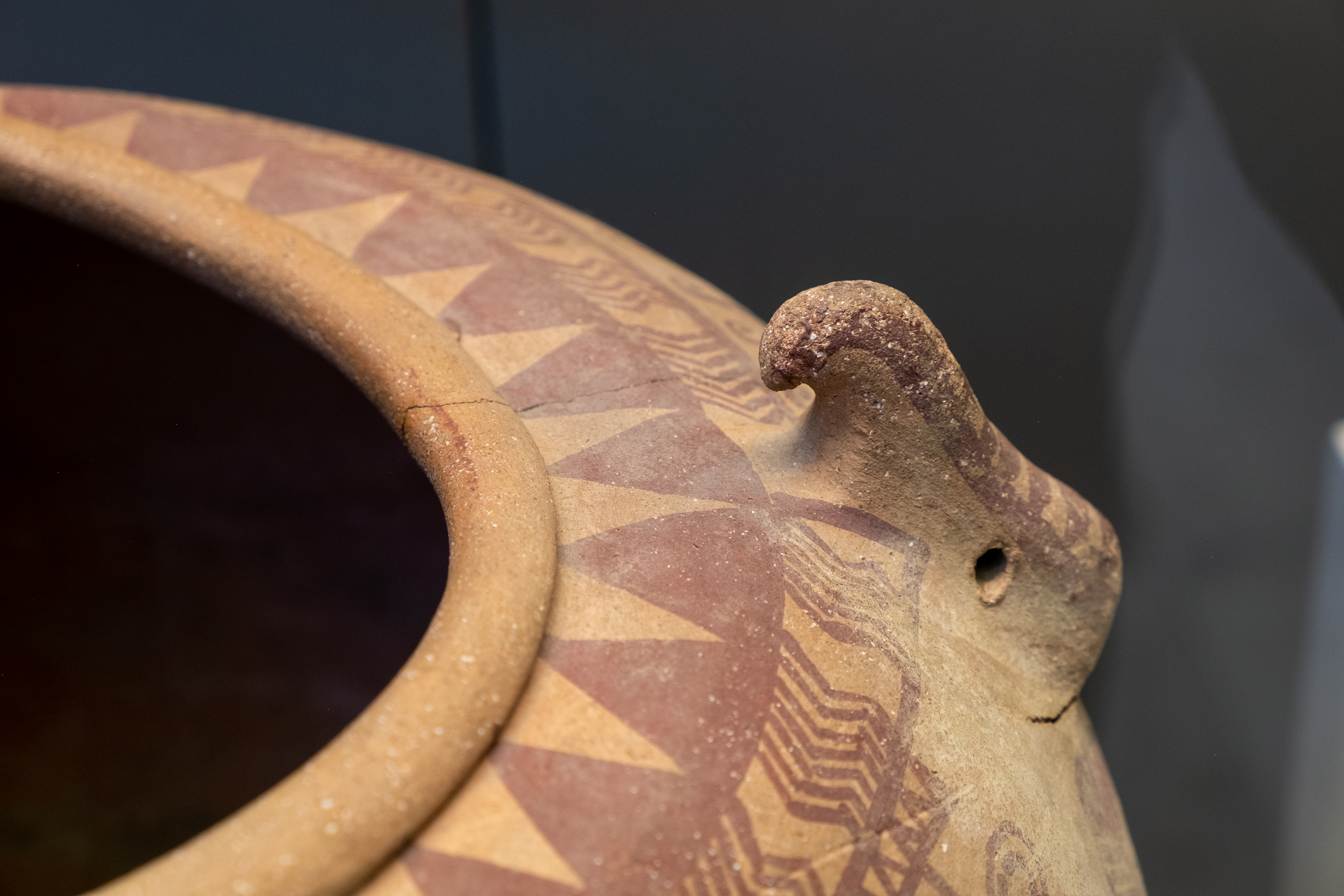
나카다 IIC 항아리에 그려진 히에라콘폴리스의 수호신 매 호루스,  기원전 3500년c., 대영박물관 EA36328.
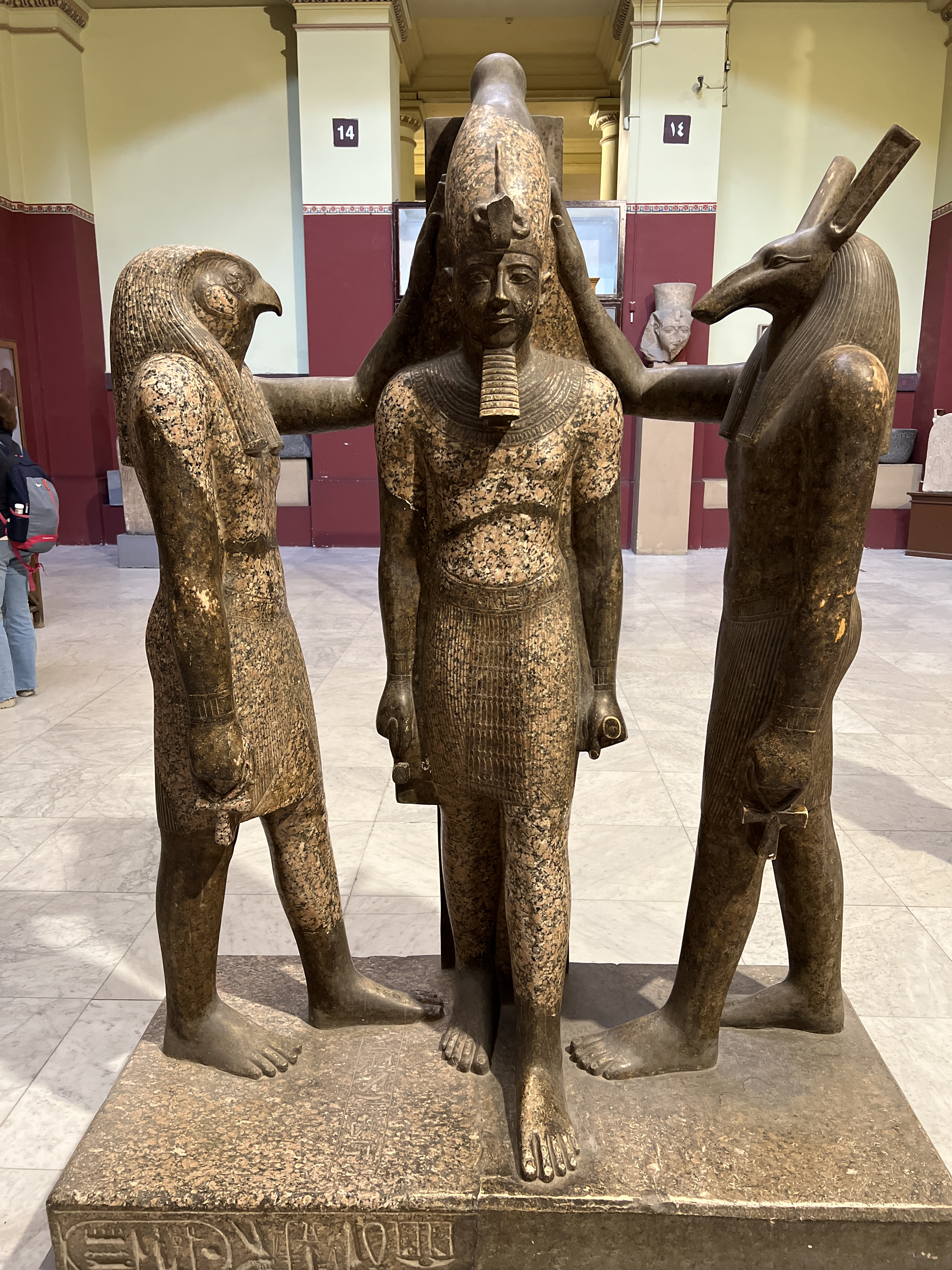
람세스 3세(재위 기원전 1186년-1155년)의 화강암 조각상, 호루스 (사진 왼쪽)와 세트가 함께 있다. 이집트 박물관, 카이로

## 같이 보기
- 천공신
- 쿠라이시의 매
- 하우론, 이집트 신

## 내용주
1. ↑  고대 그리스어: Ὧρος, grc; 라틴어: Hōrus, la
2. ↑  고대 이집트어: ḥr; 콥트어: Ϩⲱⲣ, cop